# Guerra de Secesión
La guerra civil estadounidense o guerra de Secesión (en inglés: American Civil War) fue una guerra civil en Estados Unidos desde el 12 de abril de 1861 al 26 de mayo de 1865 entre la Unión ("el Norte") y la Confederación ("el Sur"), que se formó en 1861 por estados que se habían separado de la Unión. El conflicto principal que condujo a la guerra fue una disputa sobre si se debía permitir que la esclavitud se expandiera a los territorios del oeste, lo que daría lugar a más estados esclavistas, o se le debía prohibir hacerlo, lo que muchos creían que pondría a la esclavitud en un camino de extinción definitiva.
Las décadas de controversia sobre la esclavitud llegaron a su punto crítico cuando Abraham Lincoln, que se oponía a la expansión de la esclavitud, ganó las elecciones presidenciales de Estados Unidos de 1860. Siete estados esclavistas del Sur respondieron a la victoria de Lincoln separándose de los Estados Unidos y formando la Confederación. La Confederación se apoderó de los fuertes estadounidenses y otros activos federales dentro de sus fronteras. La guerra comenzó el 12 de abril de 1861, cuando la Confederación bombardeó Fort Sumter en Carolina del Sur. Una ola de entusiasmo por la guerra se extendió por el Norte y el Sur, a medida que se disparaba el reclutamiento militar. Cuatro estados sureños más se separaron después de que comenzara la guerra y, liderados por su presidente, Jefferson Davis, la Confederación afirmó el control sobre un tercio de la población estadounidense en once estados. Siguieron cuatro años de intensos combates, principalmente en el Sur.
Durante 1861-1862, en el teatro occidental, la Unión obtuvo avances permanentes, aunque en el teatro oriental el conflicto no fue concluyente. La abolición de la esclavitud se convirtió en un objetivo de guerra de la Unión el 1 de enero de 1863, cuando Lincoln emitió la Proclamación de Emancipación, que declaraba libres a todos los esclavos en los estados rebeldes, y se aplicaba a más de 3,5 millones de los 4 millones de personas esclavizadas en el país. Al oeste, la Unión destruyó primero la Armada de los Estados Confederados en el verano de 1862, luego gran parte de sus ejércitos occidentales y se apoderó de Nueva Orleans. El exitoso asedio de la Unión a Vicksburg en 1863 dividió a la Confederación en dos en el río Misisipi, mientras que la incursión del general confederado Robert E. Lee hacia el norte fracasó en la batalla de Gettysburg. Los éxitos occidentales llevaron al general Ulysses S. Grant al mando de todos los ejércitos de la Unión en 1864. Infligiendo un bloqueo naval cada vez más estricto de los puertos confederados, la Unión reunió recursos y mano de obra para atacar a la Confederación desde todas las direcciones. Esto llevó a la caída de Atlanta en 1864 ante el general de la Unión William Tecumseh Sherman, seguida de su marcha hacia el Mar. Las últimas batallas importantes se produjeron en torno al Sitio de Petersburg, de diez meses de duración, puerta de entrada a la capital confederada de Richmond. Los confederados abandonaron Richmond y, el 9 de abril de 1865, Lee se rindió a Grant tras la Batalla de Appomattox, lo que significaba el fin de la guerra. Lincoln vivió para ver esta victoria, pero fue asesinado a tiros el 14 de abril y murió al día siguiente.
Al final de la guerra, gran parte de la infraestructura del Sur quedó destruida. La Confederación se derrumbó, se abolió la esclavitud y se liberaron cuatro millones de personas negras esclavizadas. La nación devastada por la guerra entró entonces en la era de la Reconstrucción en un intento de reconstruir el país, traer de vuelta a los antiguos estados confederados a los Estados Unidos y conceder derechos civiles a los esclavos liberados. La guerra es uno de los episodios más estudiados y escritos de la historia de los Estados Unidos. Sigue siendo objeto de debate cultural e historiográfico. De interés continuo es el mito de la Causa Perdida de la Confederación. La guerra fue una de las primeras en utilizar la guerra industrial. Se utilizaron ampliamente los ferrocarriles, el telégrafo eléctrico, los barcos de vapor, el buque de guerra acorazado y las armas producidas en masa. Cuatro años de intensos combates dejaron entre 620 000 y 750 000 muertos, más que el número de muertes militares de los Estados Unidos en todas las demás guerras combinadas (al menos hasta aproximadamente la guerra de Vietnam), junto con un número indeterminado de víctimas civiles, lo que convirtió a la Guerra Civil en el conflicto militar más mortífero de la historia estadounidense. La tecnología y la brutalidad de la Guerra de Secesión presagiaron las guerras mundiales del siglo siguiente.

## Breve resumen
En las elecciones presidenciales de 1860, los republicanos, dirigidos por Abraham Lincoln, apoyaron la prohibición de la esclavitud en todos los territorios de EE. UU. Los estados del sur vieron esto como una violación de sus derechos constitucionales y como el primer paso en un gran plan republicano para finalmente abolir la esclavitud en todo el país. Los tres candidatos a favor de la Unión recibieron una abrumadora mayoría del 82 % de los votos a nivel nacional: los votos del republicano Lincoln se centraron en el norte, los votos del demócrata Stephen A. Douglas se distribuyeron a nivel nacional y los votos del congresista constitucional John Bell se centraron en Tennessee, Kentucky y Virginia. El Partido Republicano, dominante en el Norte, aseguró una pluralidad de los votos populares y una mayoría de los votos electorales a nivel nacional, por lo que Lincoln fue elegido presidente constitucionalmente. Fue el primer candidato del Partido Republicano en ganar la presidencia. Sin embargo, antes de su toma de posesión, siete estados esclavistas con economías basadas en el algodón declararon la secesión y formaron la Confederación. Los primeros seis en declarar la secesión tenían las proporciones más altas de esclavos en sus poblaciones, un total del 49 %. De aquellos estados cuyas legislaturas resolvieron por secesión, los primeros siete votaron con mayorías divididas para los candidatos unionistas Douglas y Bell (Georgia con 51 % y Luisiana con 55 %), o con minorías considerables para esos candidatos (Alabama con 46 %, Mississippi con 40 %, Florida con 38 %, Texas con 25 % y Carolina del Sur, que emitió los votos del Colegio Electoral sin un voto popular para presidente. De estos, solo Texas celebró un referéndum sobre la secesión).
Ocho estados esclavistas restantes continuaron rechazando los pedidos de secesión. El presidente demócrata saliente James Buchanan y los republicanos entrantes rechazaron la secesión como ilegal. El discurso inaugural de Lincoln el 4 de marzo de 1861 declaró que su administración no iniciaría una guerra civil. Hablando directamente a los «Estados del Sur», intentó calmar sus temores de cualquier amenaza a la esclavitud, reafirmando: «No tengo ningún propósito, directa o indirectamente, de interferir con la institución de la esclavitud en los Estados Unidos donde existe. Creo que no tengo derecho legal a hacerlo, y no tengo ninguna inclinación a hacerlo». Después de que las fuerzas confederadas tomaron numerosas fortalezas federales dentro del territorio reclamado por la Confederación, los esfuerzos de compromiso fracasaron y ambas partes se prepararon para la guerra. Los confederados asumieron que los países europeos eran tan dependientes del «Rey Algodón» que intervendrían, pero ninguno lo hizo, y ninguno reconoció a los nuevos Estados confederados de América.
Las hostilidades comenzaron el 12 de abril de 1861, cuando las fuerzas confederadas dispararon contra Fort Sumter. Mientras que en el frente occidental la Unión logró importantes avances permanentes, en el frente oriental la batalla no fue concluyente desde 1861 hasta 1862. Más tarde, en 1863, Lincoln emitió la Proclamación de la Emancipación, que convirtió la finalización de la esclavitud en un objetivo de guerra. Al oeste, en el verano de 1862, la Unión destruyó la armada de ríos confederada, luego gran parte de sus ejércitos occidentales, y se apoderó de Nueva Orleans. En 1863 el Sitio de Vicksburg por parte de la Unión dividió a la Confederación en dos en el río Misisipi. En 1863, la incursión confederada de Robert E. Lee al norte terminó en derrota en la Batalla de Gettysburg. Los éxitos occidentales llevaron al mando de Ulysses S. Grant de todos los ejércitos de la Unión en 1864. Al infligir un bloqueo naval cada vez más estricto de los puertos confederados, la Unión reunió los recursos y la mano de obra para atacar a la Confederación desde todas las direcciones, lo que lleva a la caída de Atlanta por parte de William Tecumseh Sherman y su marcha hacia el mar. Las últimas batallas importantes asolaron el asedio de Petersburg. El intento de fuga de Lee terminó con su rendición en Appomattox Court House, el 9 de abril de 1865. Mientras la guerra militar llegaba a su fin, la reintegración política de la nación debía tomar otros 12 años, conocida como la Reconstrucción.
La guerra civil americana fue una de las primeras guerras industriales. Los ferrocarriles, el telégrafo, los buques de vapor y de hierro, y las armas producidas en masa fueron empleados extensamente. La movilización de fábricas civiles, minas, astilleros, bancos, transporte y suministros alimentarios preludió el impacto de la industrialización en la Primera Guerra Mundial, la Segunda Guerra Mundial y conflictos posteriores. Sigue siendo la guerra más mortífera en la historia de los Estados Unidos. Desde 1861 hasta 1865, se estima que murieron entre 620 000 y 750 000 soldados, junto con un número indeterminado de civiles. Según una estimación, la guerra cobró la vida del 10 % de todos los varones del norte de entre 20 y 45 años, y el 30 % de todos los varones blancos del sur de entre 18 y 40 años.

## Antecedentes
Las causas de la secesión fueron complejas y han sido controvertidas desde que comenzó la guerra, pero la mayoría de los académicos identifican la esclavitud como la causa central de la guerra. James C. Bradford escribió que el problema se ha complicado aún más por los revisionistas históricos, que han intentado ofrecer una variedad de razones para la guerra. La esclavitud fue la fuente central de escalada de la tensión política en la década de 1850. El Partido Republicano estaba decidido a evitar cualquier propagación de la esclavitud, y muchos líderes del sur habían amenazado con la secesión si el candidato republicano, Lincoln, ganaba las elecciones de 1860. Después de que Lincoln ganara, muchos líderes del Sur sintieron que la desunión era su única opción, temiendo que la pérdida de representación obstaculizara su capacidad de promover actos y políticas a favor de la esclavitud.

### El problema de la esclavitud

Situación de los estados en 1861
Estados que abandonaron la Unión antes del 15 de abril de 1861.
Estados que abandonaron la Unión después del 15 de abril de 1861.
Estados de la Unión que permitían la esclavitud.
Estados de la Unión que prohibieron la esclavitud.
Territorios disputados.

La esclavitud ya constituyó un problema al redactarse la Constitución, que se solventó admitiendo la existencia de estados esclavistas y estados "libres" (sin esclavitud) y otorgando al gobierno federal el poder de aprehender esclavos fugados a estados libres. Con el tiempo, la admisión de estados nuevos generó discusiones frecuentes sobre si en ellos habría esclavitud o no. Inicialmente se siguió la regla de admitir siempre un estado libre por cada estado esclavista, pero con el tiempo este criterio fue abandonándose, lo cual daba más peso a los estados "libres" en el Senado, algo que despertaba en un importante sector de la sociedad sureña el temor de que ello llevara a la futura abolición de la esclavitud (temor que se agravó con el peso demográfico cada vez mayor de los estados "libres", que le fue dando cada vez más peso en el Congreso). Un sector de la sociedad sudista intentó rebelarse contra ello promoviendo expediciones secretas de conquista de otros territorios como Cuba (que el Senado prohibió, amparándose en la Ley de Neutralidad que habían firmado ambos países, sin éxito, pues la expedición se realizó, pero terminó en un estrepitoso fracaso) o Nicaragua (con la famosa aventura de William Walker), con poco éxito.
En la década de 1850, la esclavitud se convirtió en el tema central de la política americana, creándose un nuevo partido, el Partido republicano, con la meta de acabar con ella. Pronto, la figura más destacada de dicho partido sería un abogado de Illinois llamado Abraham Lincoln. Este no propuso leyes federales contra la esclavitud pero, en un discurso de 1858, expresó su deseo de detener la expansión de la esclavitud y sustituirla por la idea de que esta estaba en el camino de la extinción final. Gran parte de la batalla política en la década de 1850 se enfocó en la expansión de la esclavitud en los territorios recién creados.
Todas las nuevas zonas iban a convertirse en territorios libres, lo que aumentó el movimiento secesionista del Sur. Tanto el Norte como el Sur asumieron que si la esclavitud no se podía expandir, acabaría por eliminarse por completo. Paralelamente, viejos partidos como el de los Whigs y el de los «Know Nothing» se venían abajo. Finalmente, la escisión sufrida en 1860 por el Partido Demócrata debido precisamente a las disputas entre abolicionistas y esclavistas, sería la que precipitaría la marcha hacia la guerra.
Había una fuerte relación entre el grado de apoyo a la secesión y el número de plantaciones en cada región. Los estados del Sur profundo, que tenían la mayor concentración de plantaciones, fueron los primeros en separarse de la Unión. Los estados del Sur con menos plantaciones, Virginia, Carolina del Norte, Arkansas y Tennessee, rechazaron separarse hasta que la crisis de Fort Sumter les obligó a elegir uno u otro bando. Los estados fronterizos tenían aún menos plantaciones y nunca llegaron a abandonar la Unión. El porcentaje de blancos sureños que vivían en familias que poseían esclavos era de un 36,7 % en el Sur profundo y de un 15,9 % en los estados fronterizos, quienes se inclinaron en su mayoría por mantenerse en la Unión. El 95 % de los negros vivía en el Sur, siendo la tercera parte de la población, mientras que en el Norte solo representaban el 1 %. Por ello los temores a una posible emancipación eran mucho mayores en el Sur que en el Norte.
La Corte Suprema afirmó en 1857 que los esclavos eran "tan inferiores que no tenían derechos que el hombre blanco debiese respetar" y que la esclavitud debía expandirse por los territorios. Lincoln dijo: "Esta cuestión de la esclavitud es más importante que cualquier otra; de hecho, tan importante se ha convertido que ningún otro asunto nacional puede llegar a ser oído en este momento". El asunto de la esclavitud estaba relacionado con la competencia por el control de los territorios y la demanda de los estados sureños de pedir un código para los esclavos en estos territorios no fue sino una táctica para dividir al Partido Democrático y garantizar así la elección de Lincoln y tener así una excusa para la emancipación. Cuando se debatía la escisión de la Unión, el senador por Carolina del Sur afirmó que sus enemigos (los del Norte) estaban a punto de tomar posesión del gobierno y que intentarían darles órdenes de acuerdo con los caprichos de sus teorías económicas y siguiendo sus intenciones de abolir la esclavitud. Opiniones similares fueron expresadas a lo largo del Sur en periódicos, discursos y declaraciones políticas. Incluso aunque Lincoln no tenía planes de prohibir la esclavitud donde era legal, los sureños temieron por el futuro de su fuente económica.
Los miedos del Sur incluían no solo la pérdida económica sino también una igualdad racial. La Declaración de Texas sobre las causas de su escisión afirmaba que los estados abolicionistas pretendían "imponer la infundada doctrina de la igualdad de todos los hombres, independientemente de la raza y el color" y que "la raza africana parece y es inferior y dependiente". El secesionista de Alabama E. Dargan dijo que la emancipación haría sentir a los sureños "desmoralizados y degradados".
Desde los años 1830 se prohibió el correo que llevase panfletos abolicionistas hacia el Sur. Los profesores de los que se sospechaba que podían ser abolicionistas eran expulsados a estados norteños y toda la literatura abolicionista estuvo prohibida. Los sureños no aceptaron los desmentidos del partido Republicano sobre su supuesta inclinación abolicionista mientras que el norte temía que la esclavitud, a la que consideraban la antítesis de la buena sociedad, se extendiese por sus estados.

### Derechos de los estados frente al gobierno federal
A esta causa va íntimamente ligada otra, la de los "derechos de los Estados". Tanto el Norte como el Sur se encontraban influidos por las ideas de Thomas Jefferson. Los sureños enfatizaban las palabras de Jefferson sobre los derechos de los estados para defender la esclavitud (no obstante, si la esclavitud podía mantenerse, era en gran parte gracias a las "leyes de esclavo fugitivo" aprobadas por el gobierno federal, así como a las sentencias favorables dictadas por el Tribunal Supremo, en particular la del caso Dred Scott, que enfureció a los abolicionistas). Los norteños, desde el abolicionista William Lloyd Garrison hasta el moderado líder republicano Abraham Lincoln, se centraron en la declaración de Jefferson de que todos los hombres eran creados iguales. Lincoln mencionó esta proposición en su discurso de Gettysburg. Tras la guerra, muchos confederados alegaron que el motivo principal de la secesión fue precisamente el de defender los derechos de los Estados, no el de defender la esclavitud (por ejemplo, el vicepresidente confederado Alexander Stephens). El presidente confederado, Jefferson Davis, también hizo la misma afirmación, aunque también hay que destacar que, en algunas ocasiones, los papeles se invirtieron, como cuando se redactó la «Ley de Esclavos Fugitivos» de 1850; en ese caso fueron los norteños quienes pedían que se defendiesen sus derechos estatales.

### Factores económicos y culturales

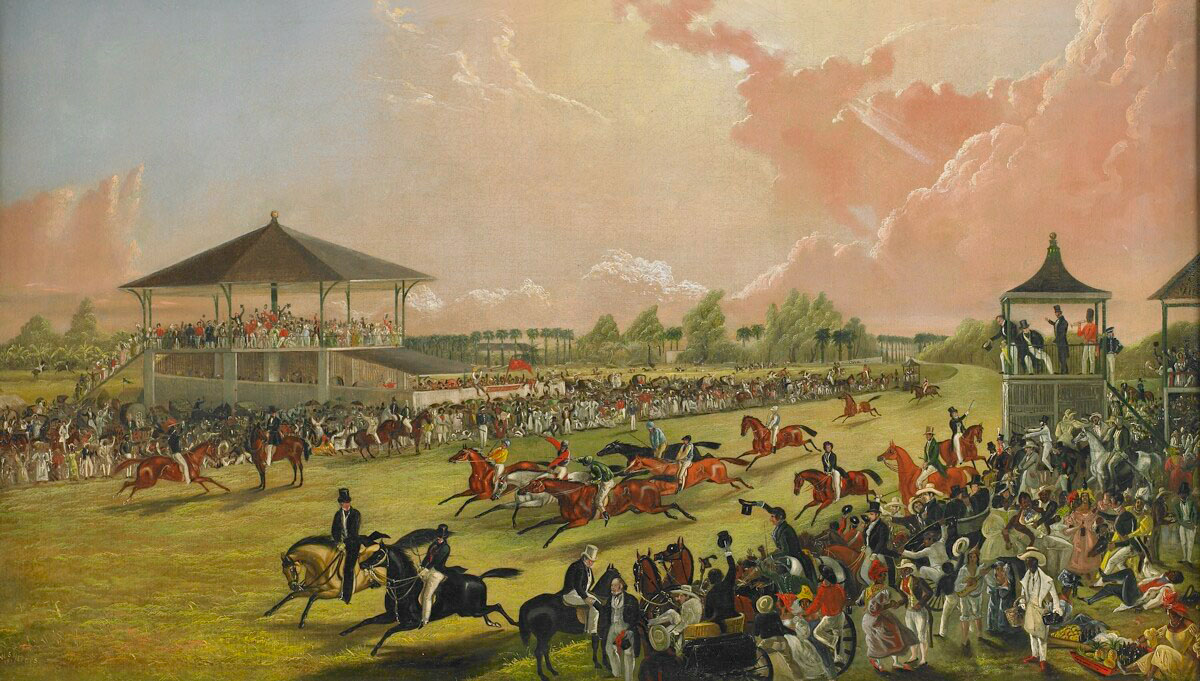
Jacksonville, Alabama, en 1841.

Otra causa citada a menudo es la clara diferenciación entre las economías norteña y sureña (aunque muchos historiadores modernos no están de acuerdo con la teoría de que las diferencias económicas fuesen determinantes en el estallido de la guerra). En la primera estaba creciendo la gran industria capitalista, con una gran concentración de mano de obra asalariada, en pleno despegue y a las puertas de la Segunda Revolución Industrial (a la que la guerra contribuyó, con las nuevas tecnologías militares como los acorazados o la producción de armamento en masa). Estos grupos burgueses del norte se encontraban representados por el nuevo Partido Republicano, de tipo nacionalista liberal, que buscaba la implantación de políticas proteccionistas.
Por otro lado, el sur permanecía anclado en un sistema económico poco favorable al desarrollo capitalista (era más barata la mecanización y contratación de obreros que la manutención de los esclavos). El partido Demócrata sería el defensor de la esclavitud. Este partido había protagonizado la gran expansión del país hacia el sur (activismo a favor de la anexión de territorio mexicano) y ahora se alzaba como representante de las élites sureñas, que buscaba fundamentalmente la extensión del sistema esclavista y el librecambio para la exportación de materias primas y la importación de bienes manufacturados sin barreras.
La tensión entre las dos economías no hizo sino aumentar con la ampliación de territorios hacia el oeste, dado que ambos sistemas necesitaban de tal expansión ante la coyuntura internacional alcista.
También es importante el contexto en otros países por esta época, especialmente los casos alemán e italiano, en pleno proceso de unificación. Los nacionalismos burgueses que se desarrollaban en estos países son comparables al proceso de centralización que trajo la Guerra Civil en cuanto a su voluntad de crear mercados nacionales unidos, sometiendo las economías de esos países a las directrices capitalistas de los estados industriales más pujantes (Prusia en el caso alemán, Piamonte en el caso italiano), utilizando nuevas tecnologías industriales como el ferrocarril. Ambos casos son igualmente comparables con el proceso estadounidense, debido a que precipitaron la formación del Estado nacional a través de un conflicto bélico que potenció la industria, al tiempo que destruyó la base socioeconómica de regiones todavía ancladas en las dinámicas del Antiguo Régimen.
Se produjo un efecto polarizador debido a la esclavitud que llevó a dividir las grandes religiones de Estados Unidos (metodistas, baptistas y presbiterianos) por la controversia que generaron los actos cruentos contra los esclavos (mutilaciones, latigazos, separación de familias, etcétera). El hecho de que siete inmigrantes de cada ocho se asentasen en el Norte, sumado a que había el doble de blancos que se trasladaban desde el sur al norte que los que realizaban el camino contrario, contribuyó a la política defensiva-agresiva del Sur.
La extremadamente popular novela antiesclavista La cabaña del tío Tom (1852), de Harriet Beecher Stowe, incrementó en gran medida la oposición norteña a la "Ley de los Esclavos Fugitivos".

## El camino hacia la guerra

### Misuri
Desde que se aprobó que cada estado tuviese el mismo número de senadores independientemente de la población, se acordó que hubiese tantos estados esclavistas como libres para mantener el equilibrio en el Senado, como ya se apuntó anteriormente. Sin embargo, la entrada de Misuri en la Unión desequilibró la balanza. El problema fue solucionado con la admisión de Maine en la Unión como estado libre, lo que se acordó en el Compromiso de Misuri de 1820, el cual prohibía la esclavitud al norte del paralelo 36°30′ salvo en el propio estado de Misuri. En los años sucesivos, cada vez que entraba un nuevo estado «libre» simultáneamente se admitía otro «esclavista», a fin de no romper este equilibrio. La violación de este compromiso por la «ley Kansas-Nebraska» y, en especial, la sentencia del Tribunal Supremo declarándolo inconstitucional (dentro del famoso fallo del caso Dred Scott) fueron de los principales jalones en el camino hacia la guerra.

### Crisis de la Anulación
La Crisis de la Anulación se produjo cuando, en 1832, Carolina del Sur declaró inefectivas dentro de las fronteras del estado media docena de leyes económicas (de 1828 y 1832) que resultaban ampliamente provechosas para el norte mientras que los estados sureños consideraban que les perjudicaban. Se trataba de una serie de nuevos aranceles aduaneros que eran muy convenientes para la política proteccionista que la naciente industria del norte reclamaba. En la ley de 1828 se impulsaba la industria estadounidense, así como su comercio exterior. Esto, en opinión de John C. Calhoun, senador por Carolina del Sur, no solo perjudicaba a su estado sino que era anticonstitucional y se negó rotundamente a la cláusula por la cual los impuestos recaudados en un estado podían ser usados en beneficio de otro. La otra ley económica, la de 1832, no fue muy diferente y llevó a la mayor crisis secesionista desde la creación de los Estados Unidos. Carolina declaró nulas las leyes en su territorio, a lo que el presidente Andrew Jackson envió una flota al puerto de Charleston en noviembre de 1832 y en diciembre de ese año consiguió que se revocase la ley de anulación.

### Compromiso de 1850
Tras la Intervención estadounidense en México (1846-1848) se produjo una larga negociación para definir la frontera entre Estados Unidos y México. La esclavitud en los territorios recién adquiridos fue una de las cuestiones principales a tratar. Texas, estado esclavista, reclamaba grandes territorios más allá del río Grande, pero le fueron negados. Durante los años que duraron las negociaciones se redactaron distintas propuestas. El Wilmot Proviso de 1846 pretendía prohibir la esclavitud en todos los territorios tomados a México salvo Texas, el cual ya había sido anexionado un año antes. Sin embargo fue rechazado en el Senado.
Este fracaso y numerosas peticiones sobre reparto de los territorios llevaron a redactar y aprobar el Compromiso de 1850. Según este tratado, se admitía a California en la Unión como estado libre y se organizaron los Territorios de Utah y de Nuevo México. Se acordó que la permisión o no de la esclavitud se decidiría en cada territorio por votación popular. Texas rechazó seguir reclamando los territorios de Nuevo México, aunque se le permitió mantener la ciudad de El Paso, donde había instalado el gobierno. También se creó el Territorio de Arizona y en Washington D. C. se abolió la trata de esclavos, aunque no la esclavitud en sí.

### La Ley de Kansas-Nebraska
El Segundo Sistema de Partidos se derrumbó tras los sucesos posteriores a la Ley de Kansas-Nebraska de 1854, que reemplazó al Compromiso de Misuri en todo lo referente a la prohibición de la esclavitud, permitiendo a cada territorio votar a favor o en contra de ésta. También llevó a la creación de los Territorios de Kansas y Nebraska. En Kansas hubo violentísimas disputas entre esclavistas y antiesclavistas, llegando a existir dos gobiernos estatales, dos asambleas representativas y hasta dos constituciones. Dichas disputas dieron pie, a su vez, a la agresión a bastonazos por el parlamentario Preston Brooks de Carolina del Sur al senador republicano Charles Sumner, que había denunciado en un incendiario discurso (famoso por las metáforas sexuales que empleaba) la actuación de los esclavistas en Kansas. La Corte Suprema permitió en 1857, en su fallo sobre el caso Dred Scott, la esclavitud incluso en territorios donde la mayoría se oponía a ella, incluyendo Kansas.

### La escisión del Partido Demócrata
En 1858, el líder demócrata norteño Stephen Douglas expuso su doctrina en contra de la sugerencia de dividir el Partido Demócrata en Norte y Sur. El abolicionista norteño John Brown llegó a asaltar una armería para incitar a insurrecciones de los esclavos en 1859. La división del Partido Demócrata se produjo finalmente en 1860 debido a la petición sureña de un código para los territorios esclavistas, lo que polarizó aún más el país.

### La elección de Lincoln como Presidente
La elección de Lincoln en 1860 fue el desencadenante final de la secesión. Los esfuerzos de compromiso, incluyendo la "enmienda Corwin" (que le negaba al gobierno federal el poder de abolir la esclavitud) y el "compromiso Crittenden" (que constitucionalizaba el Compromiso de Misuri pero al mismo tiempo restringía el poder del gobierno federal para interferir en la esclavitud y le obligaba a compensar a los dueños de esclavos fugitivos), no dieron resultado. Los líderes sureños temían que Lincoln detuviese la expansión de la esclavitud para llevarla a la extinción. Los estados esclavistas ya se habían convertido en una minoría en la Cámara de Representantes, donde se enfrentaban a un futuro en el que se encontrarían en una desigualdad mayor contra un Norte que se mantenía en crecimiento.

## Comienza la secesión

### Secesión de Carolina del Sur

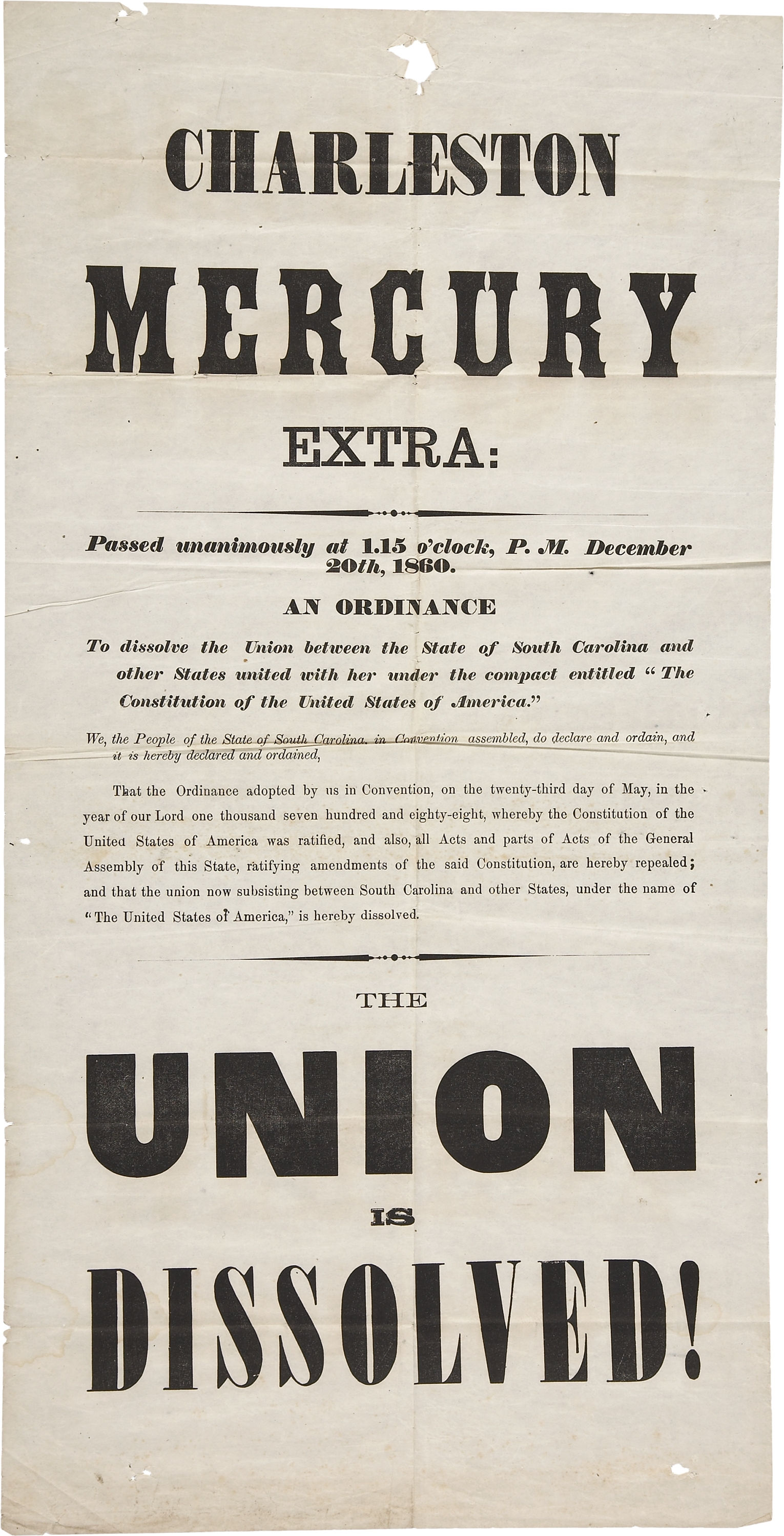
Primera publicación alusiva a la secesión, aparecida en el periódico Charleston Mercury el 20 de diciembre de 1860.

Carolina del Sur aprobó la «Declaración de causas inmediatas que inducen y justifican la Secesión de la Unión Federal» el 24 de diciembre de 1860. Afirmó que lucharía por los derechos de los poseedores de esclavos pero negaba el derecho a los estados del Norte a rechazar la Ley de Esclavos Fugitivos, alegando que éstos no cumplían con sus obligaciones federales. Todas las quejas del Sur de violaciones de derechos estatales estaban relacionadas con la esclavitud.

### Invierno de secesión
Antes de que Lincoln tomase posesión del cargo, siete estados declararon la secesión de la Unión. Establecieron un gobierno en el sur, los Estados Confederados de América, el 9 de febrero de 1861. Tomaron el control de los fuertes y otras posesiones federales que se encontraban dentro de sus fronteras con poca resistencia del presidente saliente, James Buchanan, cuyo mandato concluyó el 4 de marzo de 1861. Buchanan dijo: «El Sur no tiene derecho de separarse, pero yo no tengo poder para impedirlo». Un cuarto del Ejército de los Estados Unidos, toda la guarnición de Texas, se rindió al general David Twiggs y se unió a la Confederación.
Mientras los sureños renunciaban a sus asientos en el Senado y la Cámara de Representantes, la secesión permitió a los republicanos aprobar propuestas que habían sido bloqueados por los senadores del Sur antes de la guerra. Entre estas leyes que se aprobaron destacaron el Acta de Morrill, mediante la cual se protegía la importante industria del hierro; el Acta de Homestead, según la cual se otorgarían a todo aquel ciudadano libre que lo solicitase 160 acres de tierra aún no trabajada de los territorios fuera de las Trece Colonias; la construcción de un ferrocarril transcontinental; el Acta de la Banca Nacional, con la que se desarrolló el uso de la moneda nacional; y la Ley de Curso Legal de 1862, que autorizaba el uso de billetes de banco. También se aprobaron con el Acta de Impuestos unas tasas sobre los ingresos para financiar la guerra.

### La Confederación

Mapa político de los Estados Confederados de América.

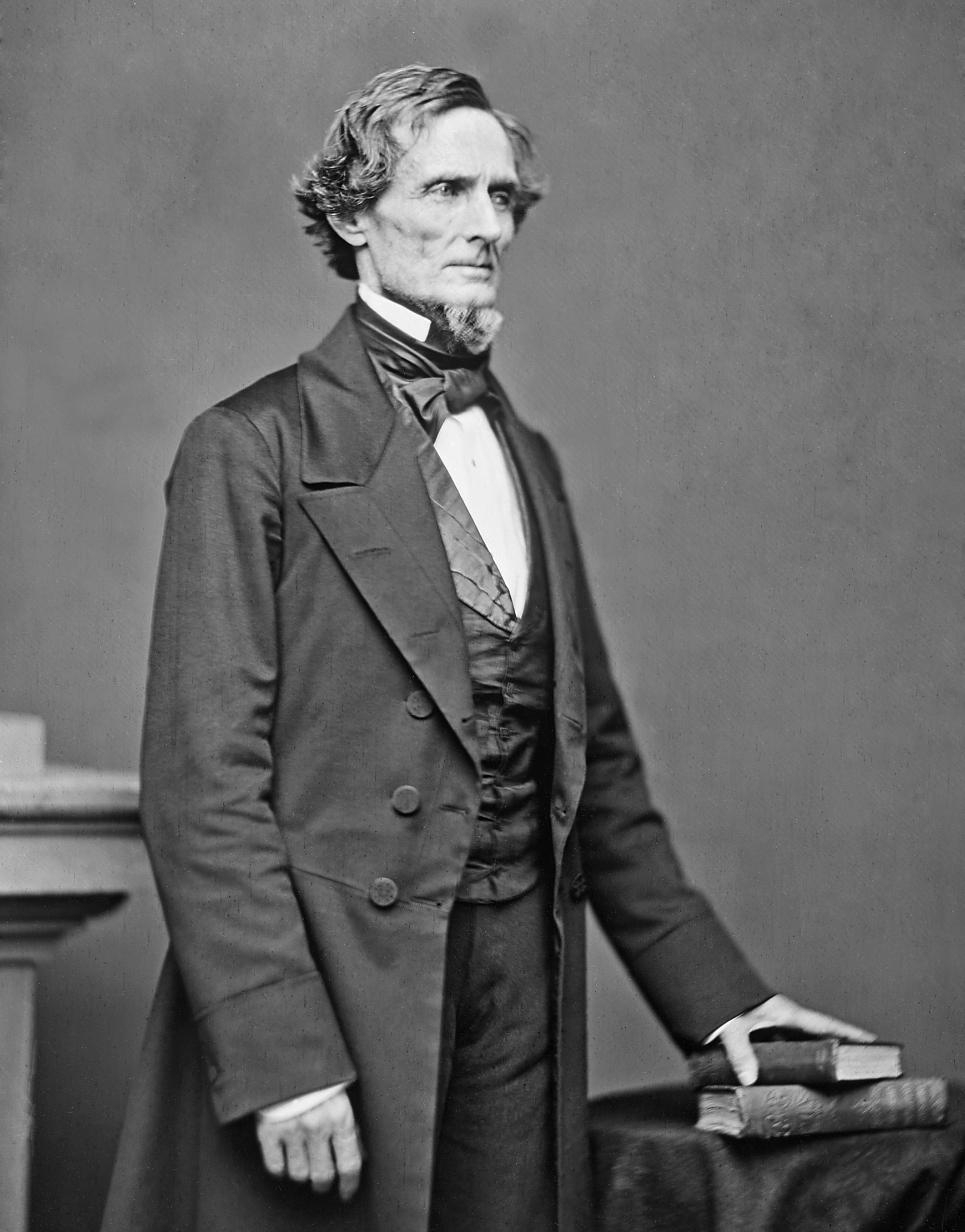
Jefferson Davis, primer y único presidente de los Estados Confederados de América.

Siete estados algodoneros del Sur profundo se habían separado de la Unión en febrero de 1861: Carolina del Sur, Misisipi, Florida, Alabama, Georgia, Luisiana y Texas. Estos siete estados se unieron formando los Estados Confederados de América el 4 de febrero, con Jefferson Davis como presidente y una estructura gubernamental similar a la de la Unión. Tras el ataque de Fort Sumter, el presidente Lincoln reclutó un ejército voluntario en cada estado. En dos meses, cuatro estados sureños más declararon su unión a la Confederación: Virginia, Arkansas, Carolina del Norte y Tennessee. La región noroccidental de Virginia se separó de este uniéndose a la Unión con el nombre de Virginia Occidental el 20 de junio de 1863. Hacia finales de 1861 Misuri y Kentucky estaban divididos, teniendo ambos gobiernos, uno prosureño y otro prounionista. Varias tribus amerindias, poseedoras de esclavos, apoyaron a la Confederación, provocando en el Territorio Indio una pequeña guerra civil muy sangrienta.
La capital de los estados Confederados se situó en Montgomery, Alabama, entre el 4 de febrero y el 29 de mayo de 1861. Desde el 30 de mayo la capital se trasladó a Richmond, Virginia. A finales de la guerra el gobierno tuvo que ser evacuado y realojado hasta el final del conflicto en Danville, también en el estado de Virginia. La economía de la Confederación se basaba en la exportación de productos agrarios, especialmente algodón, tabaco y caña de azúcar. La industria era bastante escasa y fue necesario que comprasen a otros países muchas de las armas utilizadas.

### Los estados de la Unión

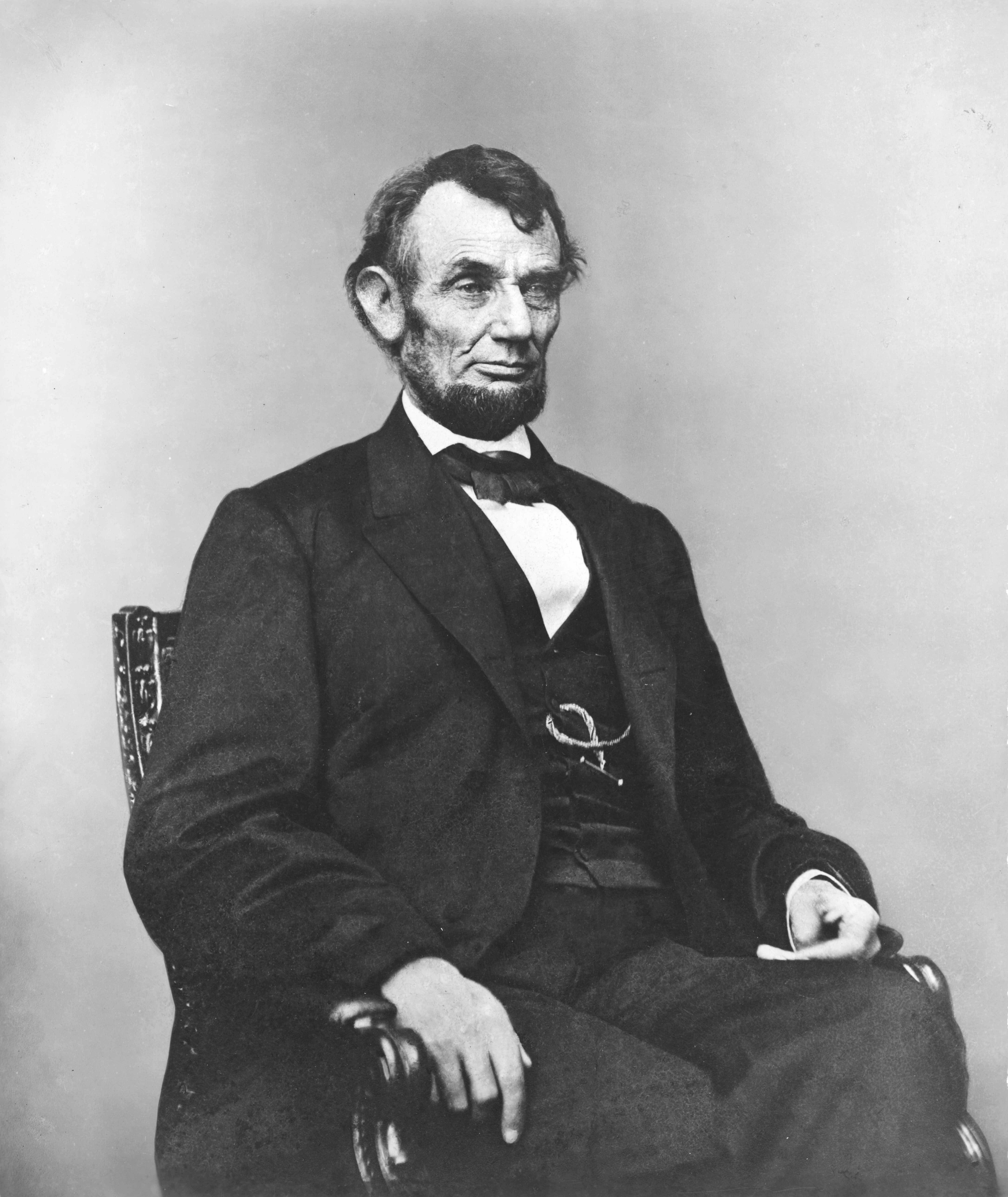
Abraham Lincoln, decimosexto presidente de los Estados Unidos (1861-1865).

En este mapa:
Estados de la Unión que prohibieron la esclavitud.
Territorios de la Unión, disputados.
Estados no secesionados que permitieron la esclavitud.
Kansas, que luchó con la Unión como un estado libre.
Estados Confederados de América.
Territorios confederados, disputados.

Veintitrés estados se mantuvieron leales a la Unión: California, Connecticut, Delaware, Illinois, Indiana, Iowa, Kansas, Kentucky, Maine, Maryland, Massachusetts, Míchigan, Minnesota, Misuri, Nuevo Hampshire, Nueva Jersey, Nueva York, Ohio, Oregón, Pensilvania, Rhode Island, Vermont, y Wisconsin. Durante la guerra se crearon Nevada y Virginia Occidental, los cuales se unieron a la Unión. Tennessee y Luisiana se volvieron a alinear con los estados del norte al poco tiempo de comenzar el conflicto armado.
Los territorios de Colorado, Dakota, Nebraska, Nevada, Nuevo México, Utah y Washington lucharon del lado de la Unión.

### Estados fronterizos
Los estados fronterizos de la Unión eran Virginia Occidental, Maryland, Delaware, Misuri y Kentucky.
Maryland tenía numerosos oficiales proconfederación, quienes permitieron la quema de puentes y disturbios en contra de la Unión en Baltimore. Lincoln respondió con la ley marcial y el envío de tropas. Las unidades de la milicia que habían estado penetrando en territorio norteño se apresuraron hacia Washington y Baltimore. Antes de que el gobierno confederado se diese cuenta de lo que estaba pasando, Lincoln había conseguido un firme control sobre todo el estado de Maryland y el Distrito de Columbia y había arrestado a los miembros separatistas del gobierno estatal y los había sometido a juicio.
En Misuri, una convención elegida para decidir sobre la secesión votó mantenerse leal a la Unión. Cuando el gobernador proconfederado Clairborne F. Jackson llamó a la milicia estatal, esta fue atacada por las fuerzas federales bajo el mando del general Nathaniel Lyon, que acorraló al gobernador y a la Guardia Estatal en el rincón suroeste del estado. El grupo elegido para decidir sobre la secesión tomó el poder como gobierno provisional tras la expulsión del gobernador.
Kentucky no se apartó de la Unión. Durante un tiempo se declaró neutral. Sin embargo, los confederados rompieron la neutralidad al tomar Columbus en septiembre de 1861. Esto llevó al estado a un enfrentamiento contra la Confederación y la reafirmación de su lealtad a la Unión pese a intentar mantener sus leyes esclavistas. Durante la breve invasión de las fuerzas confederadas, los simpatizantes del gobierno sureño organizaron una convención secesionista, instauraron un gobernador y se ganaron la aceptación de la Confederación. El gobierno rebelde tuvo que marchar pronto al exilio y nunca llegó a controlar el estado.
Tras la declaración de secesión de Virginia en 1861, los prounionistas de cincuenta condados del noroeste de Virginia votaron el 24 de octubre de ese mismo año la creación de un nuevo estado fiel a la Unión. La mayoría de los votantes de lo que se convirtió en Virginia Occidental habían votado en contra de la secesión. Aproximadamente la mitad de los soldados de Virginia Occidental se quedaron en el ejército confederado. Este nuevo estado fue admitido en la Unión el 20 de junio de 1863.
Hubo intentos secesionistas y prounionistas similares en Tennessee, aunque fueron sofocados por la Confederación. Jefferson Davis arrestó a aproximadamente 3000 hombres sospechosos de ser leales a la Unión y fueron ahorcados sin juicio.

## Desarrollo
Durante la guerra, tuvieron lugar más de 10 000 enfrentamientos militares, de los cuales el 40 % se registraron en Virginia y Tennessee.

### El comienzo de la guerra

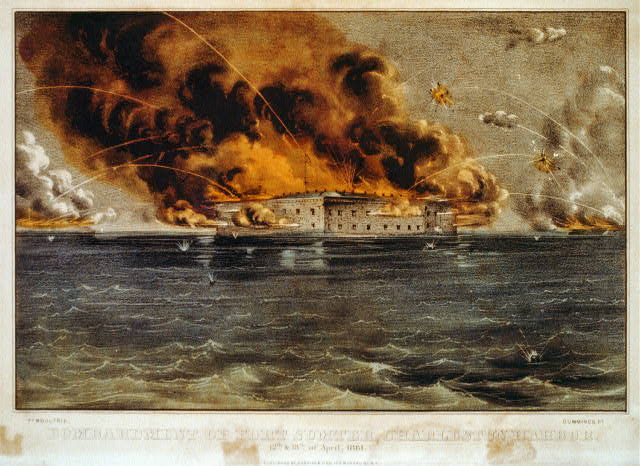
El bombardeo de Fort Sumter, que marcó el principio de la guerra civil.

Desarrollo de la guerra de Secesión.
Estados de la Unión
Territorios de la Unión
Estados de la Confederación
Territorios de la Confederación

Inmediatamente después de la fundación de la Confederación, las fuerzas confederadas tomaron la mayor parte de los fuertes federales que había en sus territorios. Buchanan protestó, pero no llevó a cabo ninguna respuesta militar aparte de un fallido intento de reforzar Fort Sumter con el barco Star of the West, que fue incendiado antes de que consiguiese llegar al fuerte. Sin embargo, los gobernadores de Massachusetts, Nueva York y Pensilvania comenzaron a comprar armas y a entrenar sus milicias.
El 4 de marzo de 1861, Abraham Lincoln juró su cargo de presidente. En su discurso inaugural indicó que la Constitución era la unión más perfecta y declaró legalmente nula toda secesión. También afirmó que no tenía ninguna intención de invadir los estados sureños ni acabar con la esclavitud donde aún era vigente, pero que usaría la fuerza para mantener las posesiones federales. Su discurso acabó con un llamamiento a la restauración de las fronteras de la Unión.
El Sur intentó negociar con Lincoln ofreciéndole pagar por las propiedades federales y firmar un tratado de paz con los Estados Unidos. Lincoln se negó a llevar a cabo cualquier negociación con los confederados ya que firmar cualquier tratado con ellos sería reconocer a la Confederación como un gobierno soberano. Sin embargo, el Secretario de Estado, William Seward, mantuvo diversas reuniones no autorizadas con los agentes confederados, aunque éstas fracasaron.
Aun cuando la mayoría de las propiedades federales en suelo confederado habían cambiado de manos pacíficamente, aún quedaban varios fuertes que resistían, en especial Fort Sumter, y Lincoln estaba decidido a que siguiera así. El 12 de abril, el general Pierre Gustave de Beauregard, siguiendo órdenes del presidente Davis, inició un cañoneo contra el fuerte, el cual, falto de socorros, hubo de rendirse, lo mismo que los otros. Lincoln, entonces, ordenó a los estados que reclutaran voluntarios para formar tropas que recuperaran los fuertes perdidos y mantuvieran la Unión. Como hasta el momento la rebelión parecía pequeña, la solicitud se limitó a 75 000 hombres durante 90 días. Muchos estados ya llevaban varios meses haciéndolo, de modo que pudieron empezar a mover sus milicias al día siguiente de la orden presidencial.
Esta orden marcaría el comienzo de la guerra, pero también sería motivo de que la Confederación se ampliara de siete a once estados al añadírsele Tennessee, Arkansas, Carolina del Norte y Virginia. Estos, que hasta ese momento se habían negado a unirse a la Confederación, rechazaron entonces enviar tropas contra sus vecinos, declararon su independencia y se adhirieron al Sur. Para premiar a Virginia, la capital confederada fue trasladada a la ciudad de Richmond. Esta decisión se mostraría como un gravísimo error estratégico, pues la ciudad estaba en una posición muy vulnerable, al final de una difícil línea de abastecimiento, algo que pagaría caro durante la Guerra Civil, en especial tras la captura de Atlanta por Sherman, lo cual perjudicaría gravemente sus suministros, que quedarían reducidos casi a cero tras el asedio de Grant a la ciudad de Petersburg, Virginia, desde la que se abastecía a la capital del Sur. La caída de Richmond (acelerada por los motivos expuestos) marcaría el final de la guerra, aun cuando el Sur todavía conservaba una gran cantidad de territorio.

### El Plan Anaconda y el bloqueo, 1861

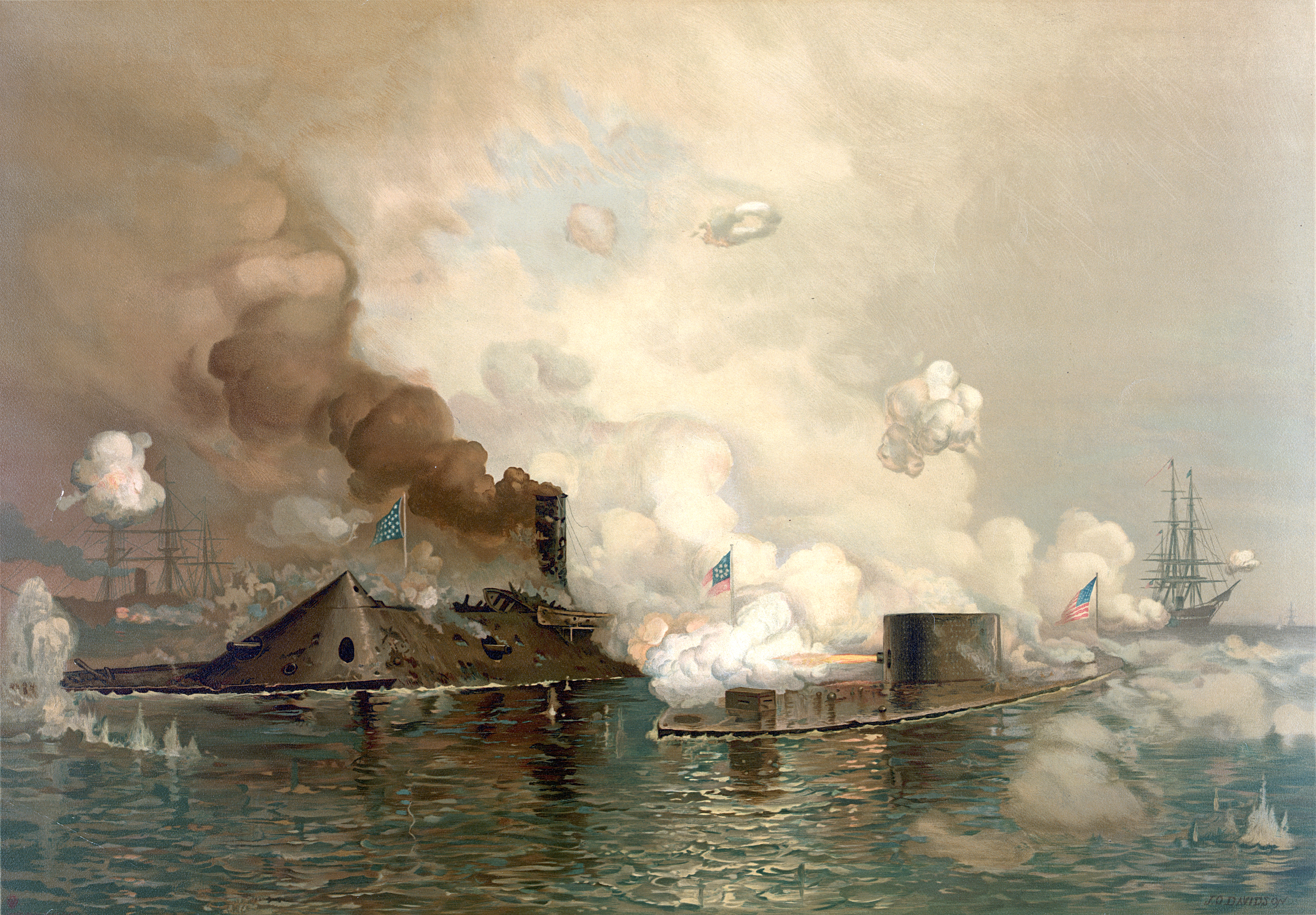
Batalla de Hampton Roads.

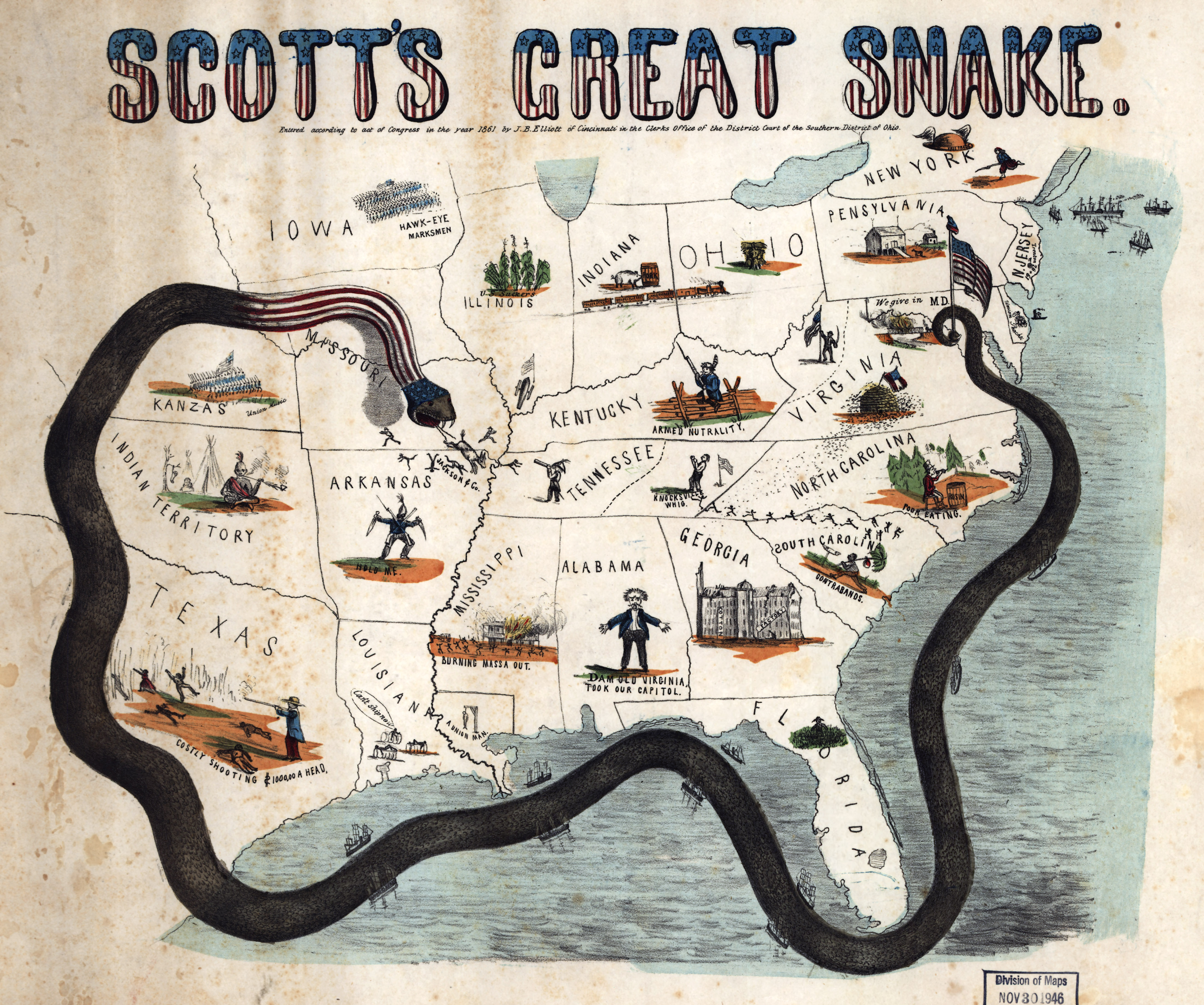
Caricatura del Plan Anaconda de 1861.

Winfield Scott, el comandante general del ejército de Estados Unidos, le propuso al presidente Lincoln utilizar la táctica del desgaste para ganar la guerra con el menor derramamiento de sangre. Dicha táctica se plasmaría en el Plan Anaconda, que tendría dos bases: una, bloquear todos los puertos para debilitar la economía confederada, y dos, tomar el río Misisipi para así dividir en dos al Sur. Lincoln aceptó el plan, pero al mismo tiempo, en contra de las sugerencias de Scott, ordenó un ataque contra Richmond, deseoso de acabar la guerra lo antes posible.
El bloqueo contra los puertos comenzó en mayo de 1861. Si bien inicialmente no tuvo muchas consecuencias, a medida que la marina de la Unión fue ganando fuerza, se hizo más efectivo y logró acabar con casi todo el comercio internacional de la Confederación y muy especialmente con el algodonero, base de su economía. Los inversores británicos (pues la falta de algodón perjudicaba la industria textil) inicialmente construyeron pequeños y rápidos barcos que evitaban el bloqueo y comerciaban con armamento y artículos de gran necesidad desde las Bermudas, Cuba y Bahamas a cambio de algodón y tabaco. Cuando los barcos eran capturados intentando esquivar el bloqueo, eran vendidos a marinos unionistas, aunque las tripulaciones británicas eran rápidamente puestas en libertad. La escasez de comida y otros bienes a la que llevó el bloqueo, la gran cantidad de alimentos que consumía el ejército de la Unión y la retención de los cultivos por parte del ejército confederado se combinaron para causar hiperinflación y revueltas en el sur.
El Sur no disponía de barcos, de modo que tuvo que improvisar una armada con buques mercantes artillados y barcos de guerra capturados al norte. El 8 de marzo de 1862, el acorazado CSS Virginia atacó a los barcos de bloqueo en las costas de Virginia. En un principio la victoria recayó de su lado, pero al día siguiente llegó el nuevo barco de guerra de la Unión, el moderno acorazado USS Monitor, iniciándose así lo que sería la batalla de Hampton Roads. La batalla concluyó en un empate, lo que supuso una victoria estratégica para la Unión, ya que se mantuvo el bloqueo. La Confederación perdió al CSS Virginia cuando fue hundido para evitar su captura. La Unión, por su parte, comenzó a producir numerosas copias del USS Monitor. Al no disponer de la tecnología necesaria para construir barcos de guerra apropiados, la Confederación intentó obtenerlos del Reino Unido. La victoria de la Unión en la segunda batalla de Fort Fisher en enero de 1865 supuso el cierre del último puerto sureño y prácticamente acabó con el comercio confederado.

### El Frente del Potomac, 1861-1863

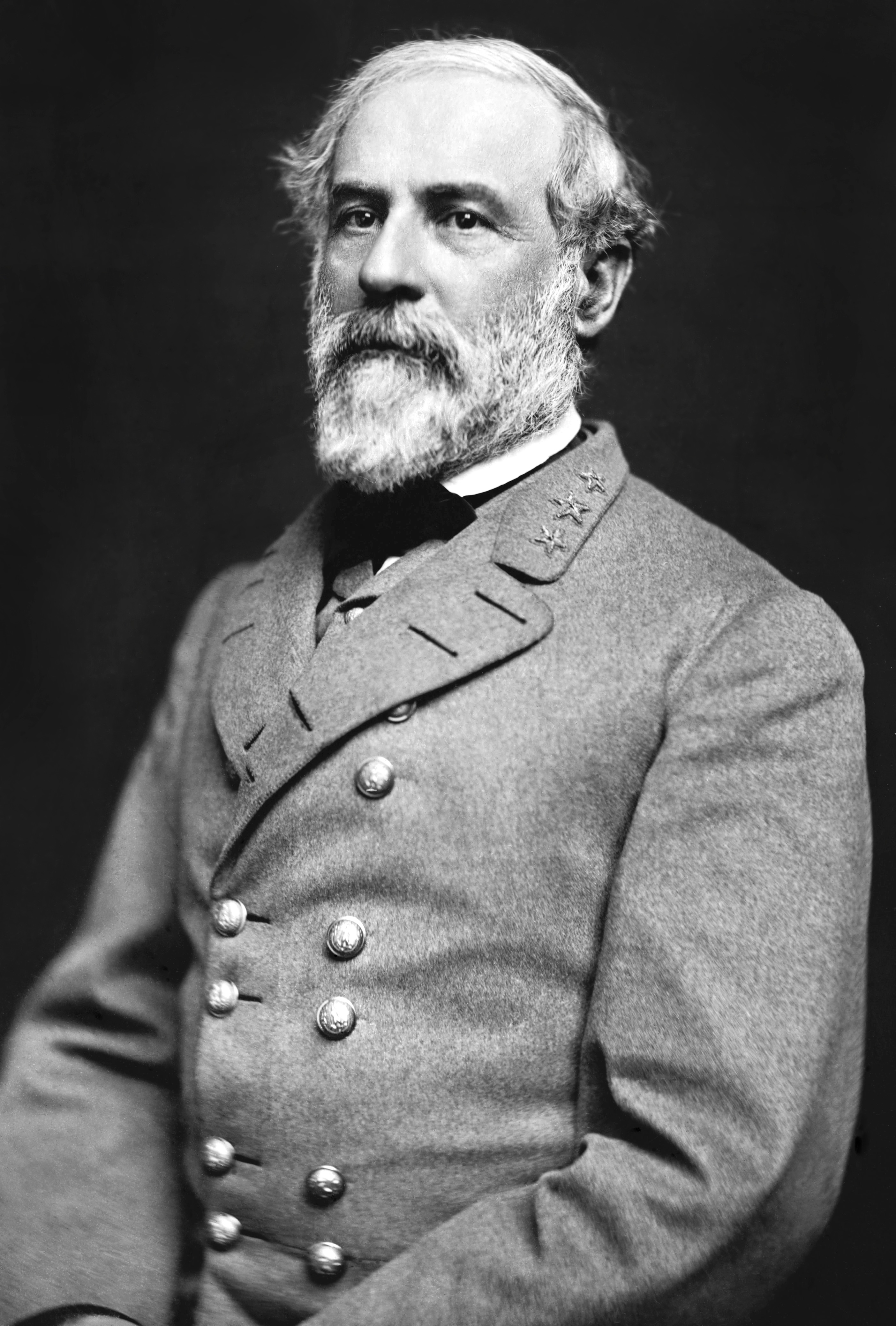
Robert Edward Lee

Una marcha de tropas de la Unión dirigidas por el mayor general Irvin McDowell sobre las fuerzas confederadas fue detenida en julio de 1861 en Manassas, Virginia, debido a la fiera resistencia de unas pequeñas fuerzas mandadas por los generales Joseph E. Johnston y Beauregard. Sería la primera batalla de Bull Run, también conocida como la primera batalla de Manassas, en la que brillaría el general confederado Thomas Jonathan Jackson, conocido como "Stonewall" ("Muro de piedra") Jackson por la firmeza con que mantuvo su puesto. Tras la batalla, las tropas de McDowell se retiraron hacia Washington. No obstante, la batalla, aunque constituyó un gran éxito táctico y psicológico para el Sur, no tendría consecuencias estratégicas, pues las tropas sureñas no fueron capaces de avanzar hasta Washington al estar agotadas por el intenso calor del verano.
Alarmados por las pérdidas y en un intento de evitar que más estados esclavistas abandonasen la Unión, el Congreso de los Estados Unidos aprobó la Resolución de Crittenden-Johnson el 25 de julio, según la cual se aseguraba que la guerra se estaba disputando para mantener la Unión y no para acabar con la esclavitud.

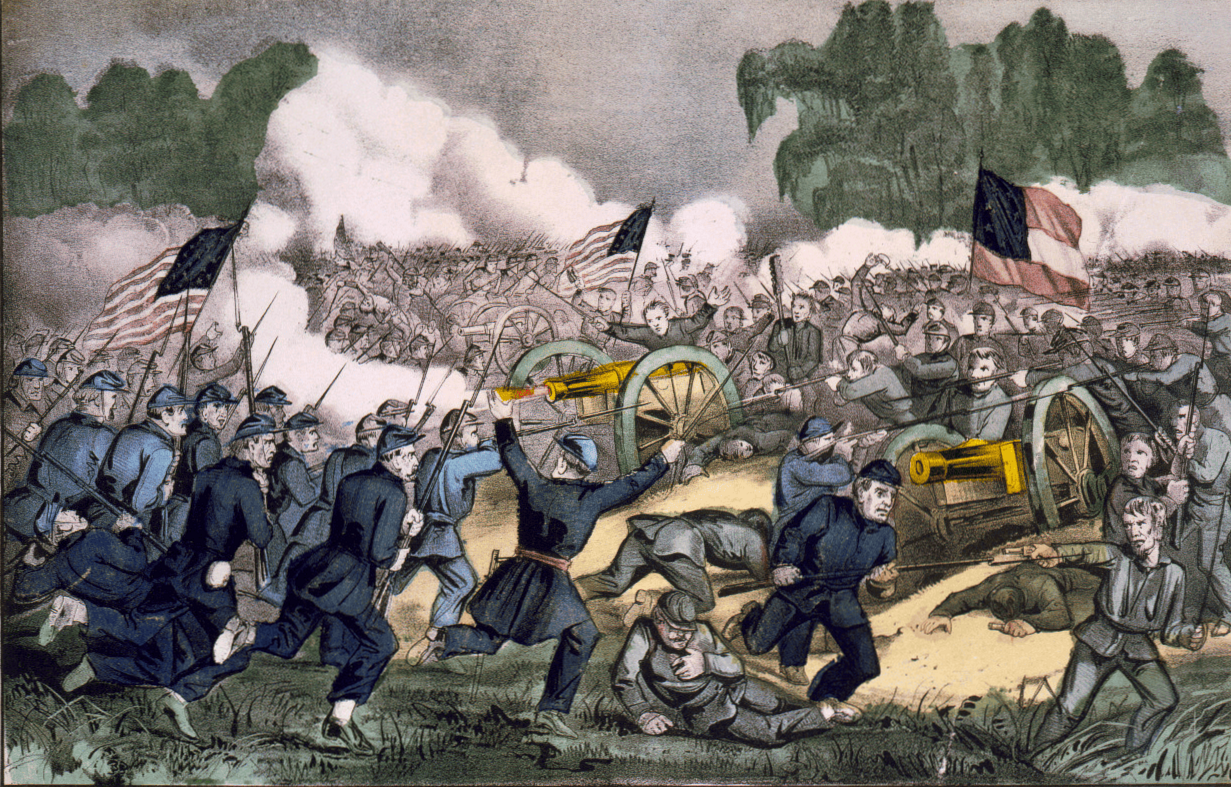
Batalla de Gettysburg

McDowell dimitió y fue sustituido por el mayor general George B. McClellan, quien tomó el control del ejército unionista en el río Potomac. Tras muchas dudas y vacilaciones (que llevaron a Lincoln a creer que era un traidor), McClellan atacó Virginia en la primavera de 1862 a través de la península entre los ríos York y James, al sureste de Richmond. Aunque el ejército de McClellan alcanzó las puertas de la capital confederada en la Campaña de la Península, Johnston lo detuvo en la batalla de Seven Pines, tras lo que el general Robert E. Lee venció a McClellan en las batallas de los Siete Días y lo forzó a retirarse. La Campaña del Norte de Virginia finalizó con otra victoria del Sur. McClellan no cumplió las órdenes del general en jefe Henry W. Halleck de enviar refuerzos al ejército de John Pope en Virginia, lo que hizo más fácil a Lee derrotarlo en la segunda batalla de Bull Run, pese a tener una gran desventaja numérica.
Animada por la victoria, la Confederación llevó a cabo su primera invasión del Norte. El general Lee lideró a 45 000 hombres del ejército de Virginia, que cruzaron el Potomac hacia Maryland el 5 de septiembre. Lincoln cedió entonces las tropas de Pope a McClellan, quien se enfrentó a Lee el 17 de septiembre en la batalla de Antietam, cerca de Sharpsburg, Maryland. Este día fue el más sangriento de la historia militar de Estados Unidos. El ejército de Lee se vio forzado a volver a Virginia para evitar ser destruido por McClellan. Antietam se consideró una victoria unionista ya que el Norte consiguió que la Confederación no continuase su invasión de Maryland y permitió a Lincoln anunciar la Proclamación de Emancipación. No obstante, la indecisión de McClellan (que no se atrevió a hostigar al ejército de Lee en retirada) impidió aprovechar la victoria.
Cuando el cauto McClellan no consiguió terminar con el ejército de Lee en Antietam, fue reemplazado por el general Ambrose Burnside. Este fue vencido pronto en la batalla de Fredericksburg el 13 de diciembre de 1862, perdiendo a doce mil hombres entre muertos y heridos. Tras la batalla, Burnside fue sustituido por el mayor general Joseph Hooker, quien también fue incapaz de vencer al ejército de Lee. De hecho, y pese a sobrepasar en número a los confederados por más de dos a uno, fue humillado en la batalla de Chancellorsville en mayo de 1863. No obstante, dicha victoria se puede considerar una victoria pírrica para el Sur, pues en ella "Stonewall" Jackson murió víctima de "fuego amigo". Lee, eufórico, inició una segunda invasión al norte. Entretanto, Hooker fue reemplazado por el mayor general George Meade, cuyas tropas chocaron con las de Lee en la pequeña aldea de Gettysburg, en Pensilvania. Sería la tristemente célebre batalla de Gettysburg, que se libraría entre los días 1 y 3 de julio de 1863. Esta batalla, la más sangrienta de la guerra con casi 8000 muertos y 30 000 heridos, acabó con la derrota de Lee y se considera el punto de inflexión de la guerra, a partir del cual cambiaron las tornas en favor de los Estados Unidos. Sin embargo, Lincoln estaba enfadado porque Meade no había conseguido interceptar a Lee en su huida, por lo que, tras una infructuosa campaña de Lee ese otoño, el presidente decidió dar más importancia al frente occidental, el del Misisipi, donde Grant estaba obteniendo grandes éxitos.

### Frente del Misisipi, 1861-1863

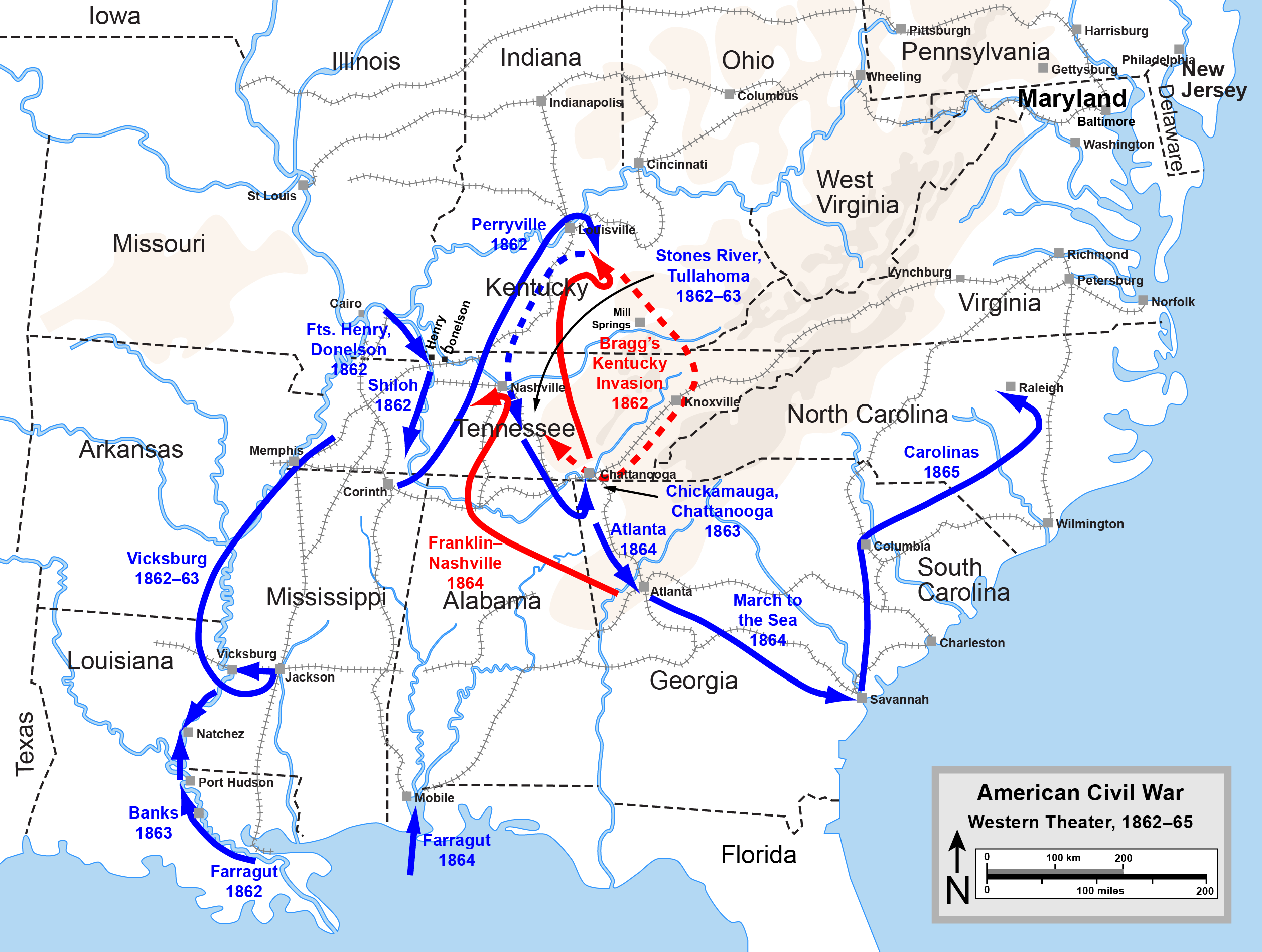
Vista del Teatro Occidental

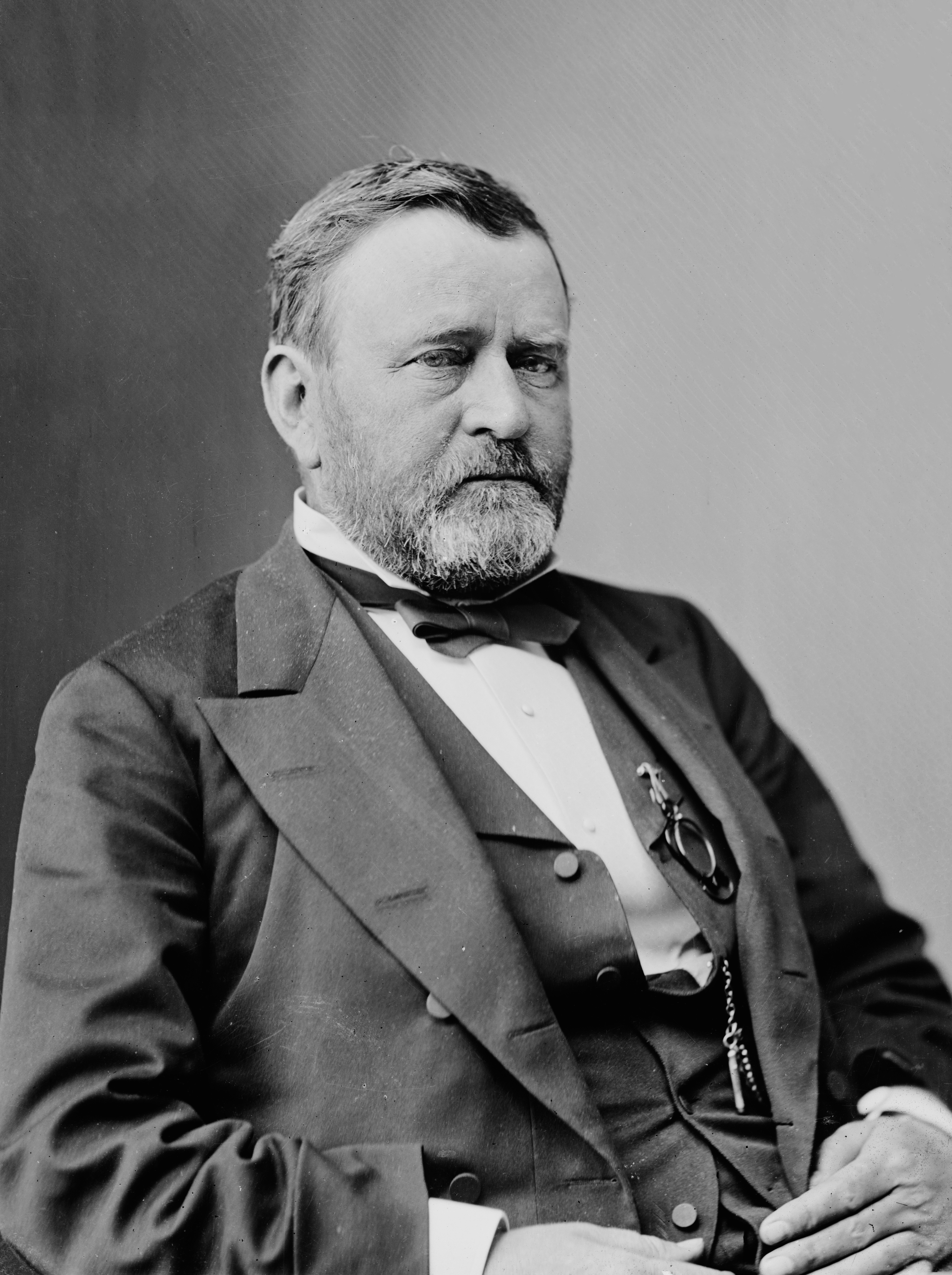
Ulysses Grant

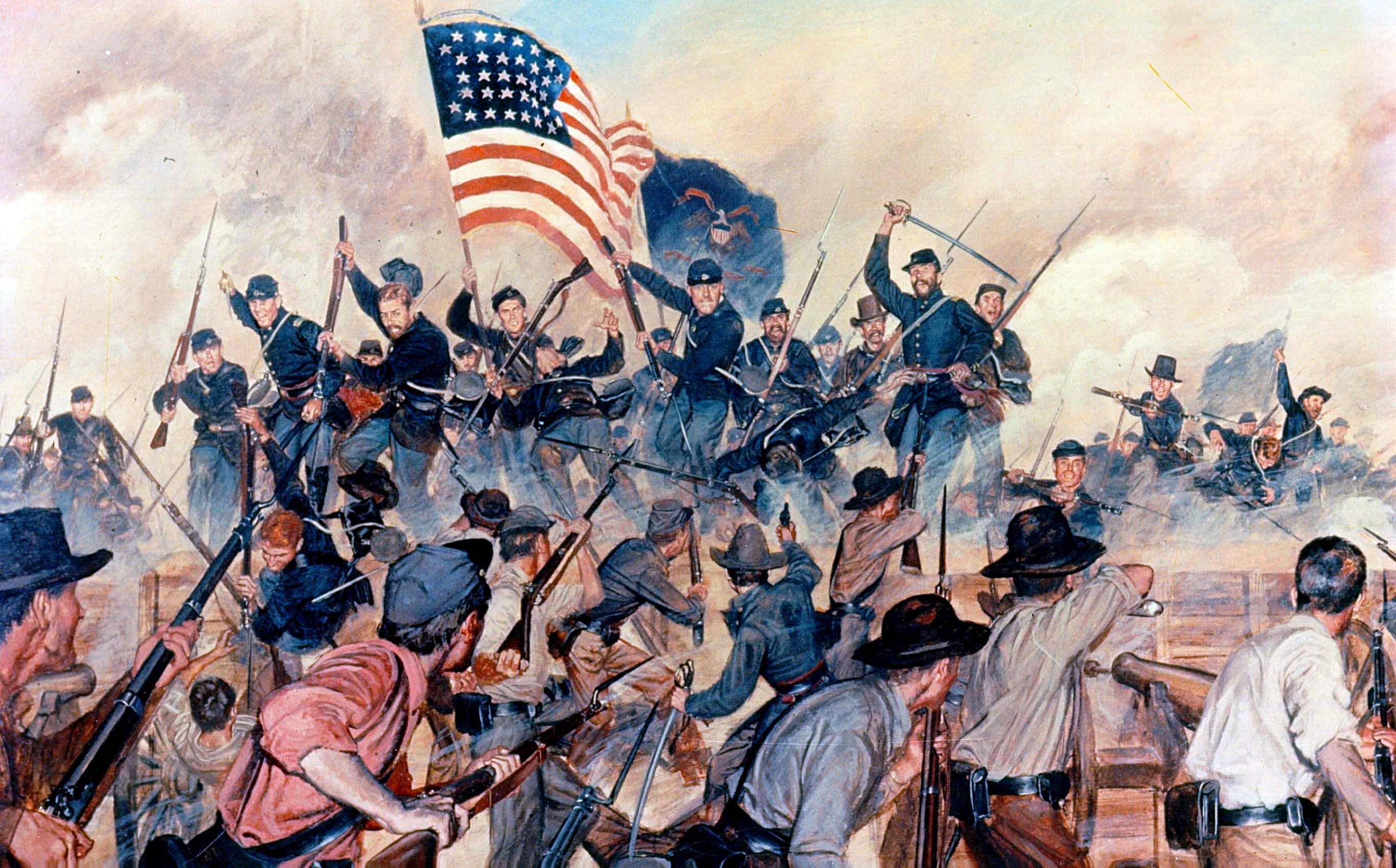
Ataque a una trinchera en Vicksburg

Aunque las tropas confederadas obtuvieron numerosos éxitos en el teatro oriental del conflicto, en el oeste fueron vencidos en numerosas ocasiones. Fueron expulsados de Misuri a principios del conflicto tras su derrota en la batalla de Pea Ridge. La invasión de Leonidas Polk de la ciudad de Columbus, Kentucky, terminó con la política de neutralidad de este estado, el cual se enfrentó al avance confederado.
Nashville, en Tennessee, cayó en manos de la Unión a principios de 1862. La mayor parte del río Misisipi quedó en posesión de los Estados Unidos tras la caída de Island Number Ten, Nueva Madrid (Misuri) y Memphis. La Marina de la Unión capturó Nueva Orleans sin necesidad de plantar batalla en mayo de 1862, permitiendo a las fuerzas unionistas comenzar a ascender por el curso del Misisipi. Solo la fortaleza de la ciudad de Vicksburg, en Misisipi, consiguió evitar que la Unión dominase todo el río.
La segunda invasión confederada de Kentucky, dirigida por el general Braxton Bragg, finalizó con una inútil victoria frente al mayor general Don Carlos Buell en la batalla de Perryville, aunque Bragg fue forzado a abandonar su intento de capturar Kentucky y se retiró por la falta de apoyo a la Confederación en ese estado. Finalmente Bragg fue derrotado por el mayor general William Rosecrans en la batalla de Stones River, en Tennessee.
La única victoria clara de la Confederación en el oeste fue en la batalla de Chickamauga. Bragg, ayudado por las tropas del teniente general James Longstreet, venció a Rosecrans pese a la heroica defensa de George Henry Thomas. Rosecrans se retiró a Chattanooga, que Bragg sitió.
El mayor estratega y táctico de la Unión en el teatro occidental era el general Ulysses S. Grant, quien obtuvo las victorias en los fuertes Henry y Donelson (en esta, el general Simón Bolívar Buckner fue el primer confederado en aceptar rendirse), gracias a las cuales la Unión tomó el control de los ríos Tennessee y Cumberland. También venció en las batallas de Shiloh y Vicksburg, cimentando el control de la Unión del río Misisipi. Grant avanzó para ayudar a Rosecrans y venció a Bragg en la tercera batalla de Chattanooga, en noviembre de 1863, expulsando del estado de Tennessee a las fuerzas confederadas y abriendo el camino a Atlanta y al corazón de la Confederación.

### Guerrillas al oeste del río Misisipi, 1861-1865
La actividad de la guerrilla convirtió gran parte de Misuri en un campo de batalla. Misuri fue el tercer estado con más batallas durante la guerra. Los otros estados del oeste, pese a estar geográficamente aislados de las batallas del este, vieron numerosos enfrentamientos de pequeña importancia. Las batallas en la región sirvieron para que la Unión mantuviese el control sobre Misuri, el Territorio Indio, el Territorio de Nuevo México y el Territorio de Arizona. Las incursiones confederadas en Arizona y Nuevo México fueron repelidas en 1862 y la campaña de la Unión para proteger al Territorio Indio tuvo éxito en 1863. Más adelante en la guerra, la Campaña de Río Rojo supuso una victoria confederada en tierras de Luisiana. Texas se mantuvo en manos confederadas a lo largo del conflicto pero fue aislado del resto de estados tras la captura de Vicksburg en 1863, gracias a la cual la Unión consiguió el control del río Misisipi.

### Guerra total: Sherman y Sheridan

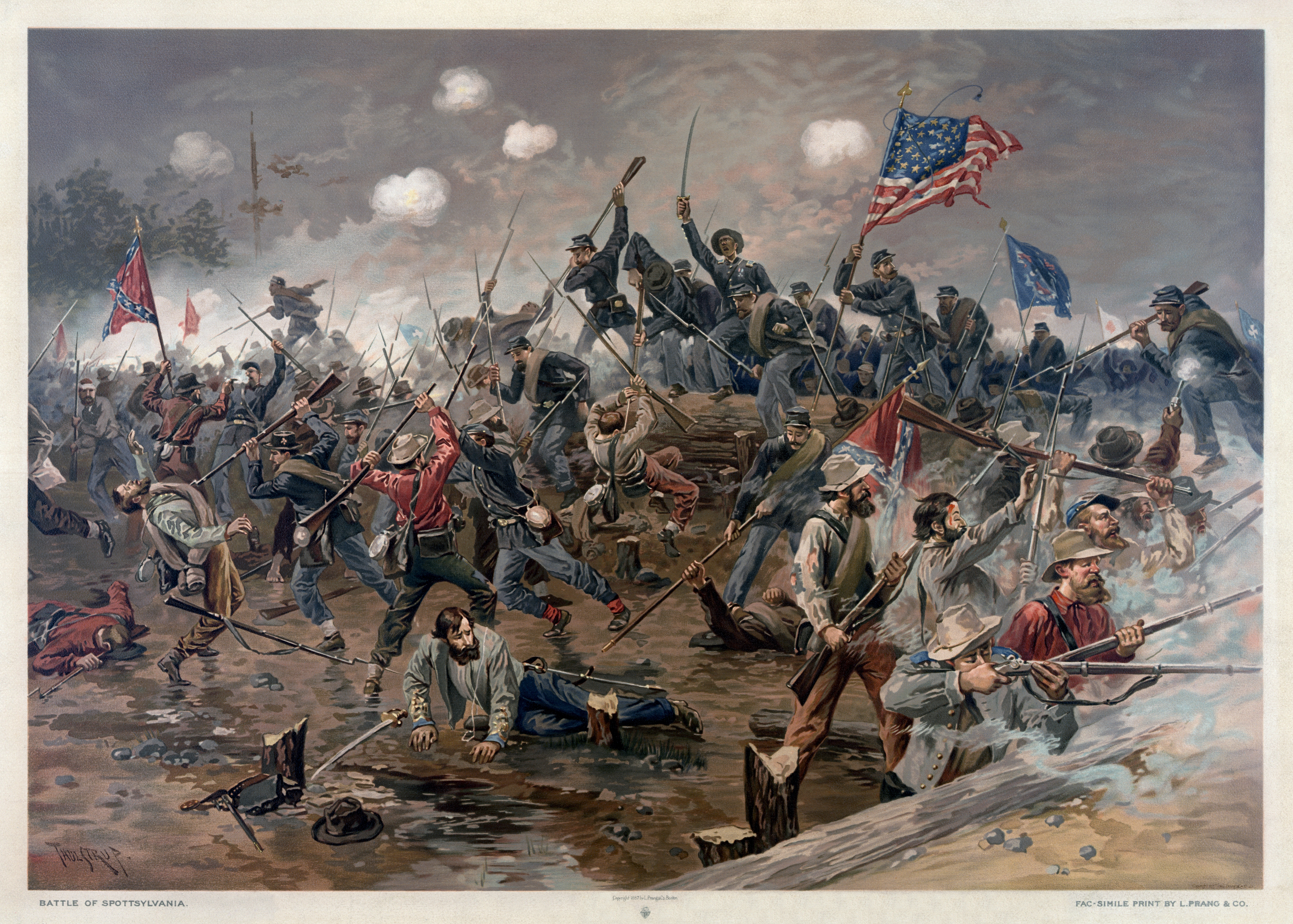
Batalla de Spotsylvania.

A principios de 1864, Lincoln nombró a Grant comandante de todos los ejércitos de la Unión. Grant puso al mayor general William T. Sherman al mando de las tropas occidentales. Grant entendió el concepto de guerra total y opinaba, como Lincoln y Sherman, que únicamente la derrota completa de las fuerzas confederadas y su economía podrían traer el final de la guerra. No pretendía asesinar civiles, sino destruir sus casas, granjas y ferrocarriles. Grant ideó y coordinó una estrategia para atacar a la Confederación desde numerosos frentes: los generales Meade y Benjamin Butler debían moverse contra Lee cerca de Richmond, al general Franz Sigel se le ordenó atacar el valle del río Shenandoah, el general Sherman debía capturar Atlanta y avanzar hacia el Océano Atlántico, mientras que, por su parte, los generales George Crook y William W. Averell tenían que cortar las líneas de suministros en Virginia Occidental y el mayor general Nathaniel P. Banks tenía que tomar la ciudad de Mobile, en Alabama.
Las fuerzas de la Unión en el este intentaron maniobrar tras Lee y lucharon en diversas batallas durante esta fase, conocida como la Campaña Terrestre de Grant. Las batallas de desgaste de Grant en Wilderness, Spotsylvania y Cold Harbor supusieron numerosas bajas en las filas de la Unión, pero forzaron a Lee a retroceder tras cada encuentro. Un intento, dirigido por Butler, de atacar por los flancos a las fuerzas confederadas desde el sur falló. Grant fue tenaz y, pese a sufrir 65 000 bajas en siete semanas, continuó presionando al ejército de Lee hasta Richmond. Consiguió rodear al ejército confederado durante la campaña de Petersburg, donde los dos ejércitos se enfrentaron en una guerra de trincheras durante nueve meses.

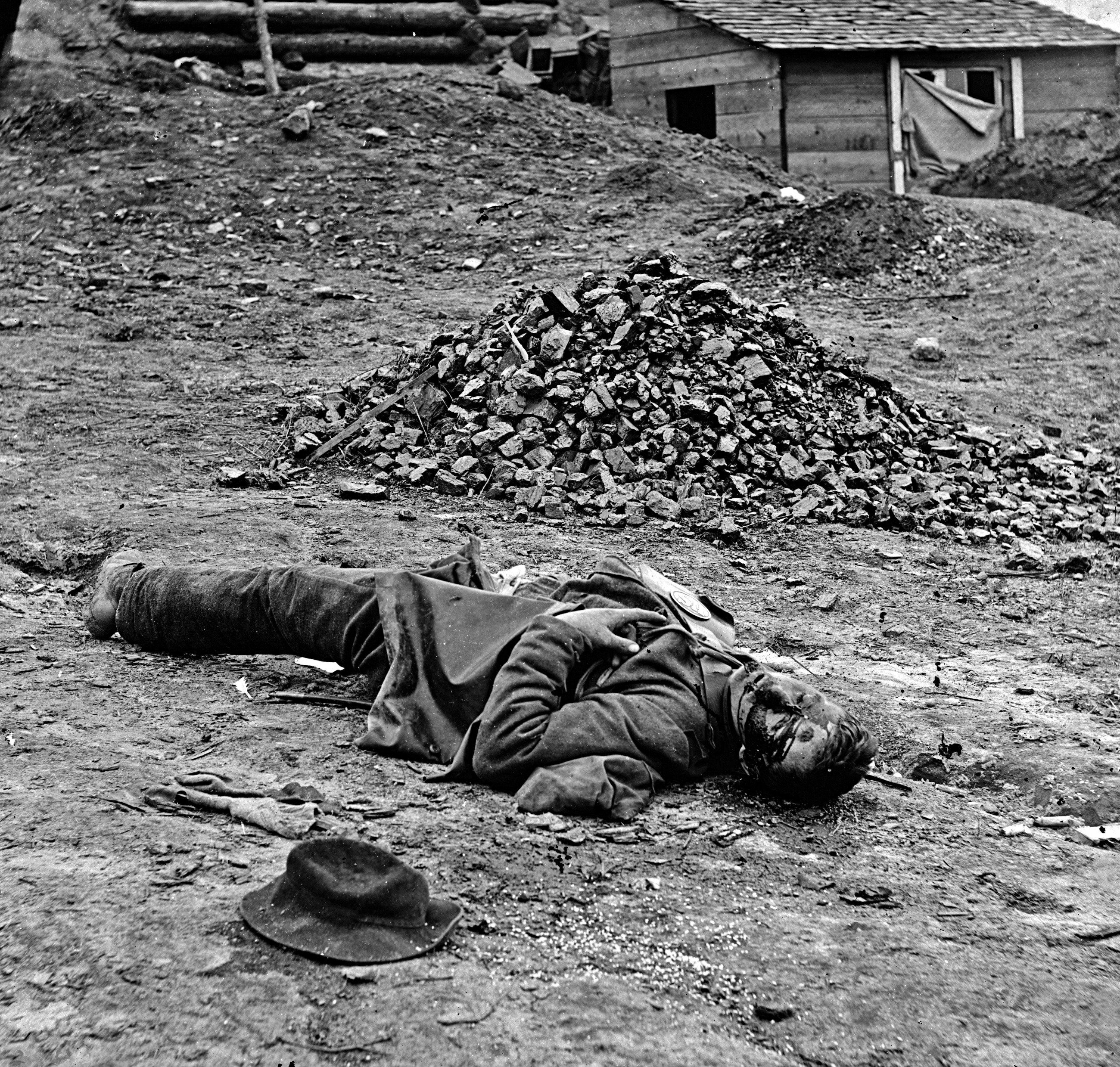
Soldado confederado muerto en Petersburg, Virginia, en abril de 1865.

El general Philip Sheridan, sustituyendo a Franz Sigel, consiguió vencer en la Campaña del Valle de 1864 tras derrotar al mayor general Jubal A. Early en varias batallas, incluyendo la victoria decisiva en la batalla de Cedar Creek. Sheridan procedió entonces a destruir la agricultura del valle del Shenandoah tal y como poco después haría Sherman en Georgia. Mientras, Sherman avanzó desde Chattanooga hacia Atlanta, venciendo a los generales de la Confederación Joseph E. Johnston y John Bell Hood por el camino. La caída de Atlanta el 2 de septiembre de 1864 fue un importante factor en la reelección de Lincoln como presidente. Hood abandonó el área de Atlanta para intentar cortar las líneas de abastecimiento de Sherman e invadir Tennessee. El mayor general de la Unión John M. Schofield venció a Hood en la batalla de Franklin y George Henry Thomas destruyó el ejército de Hood al vencerlo en la batalla de Nashville.
Abandonando Atlanta, el ejército de Sherman marchó hacia un destino desconocido, arrasando aproximadamente el 20 % de las granjas de Georgia en su marcha hacia el mar. Sherman giró al norte a través de las Carolinas para atacar a las líneas confederadas de Virginia, incrementando la presión sobre el ejército de Lee.

### Derrota final y rendición confederada

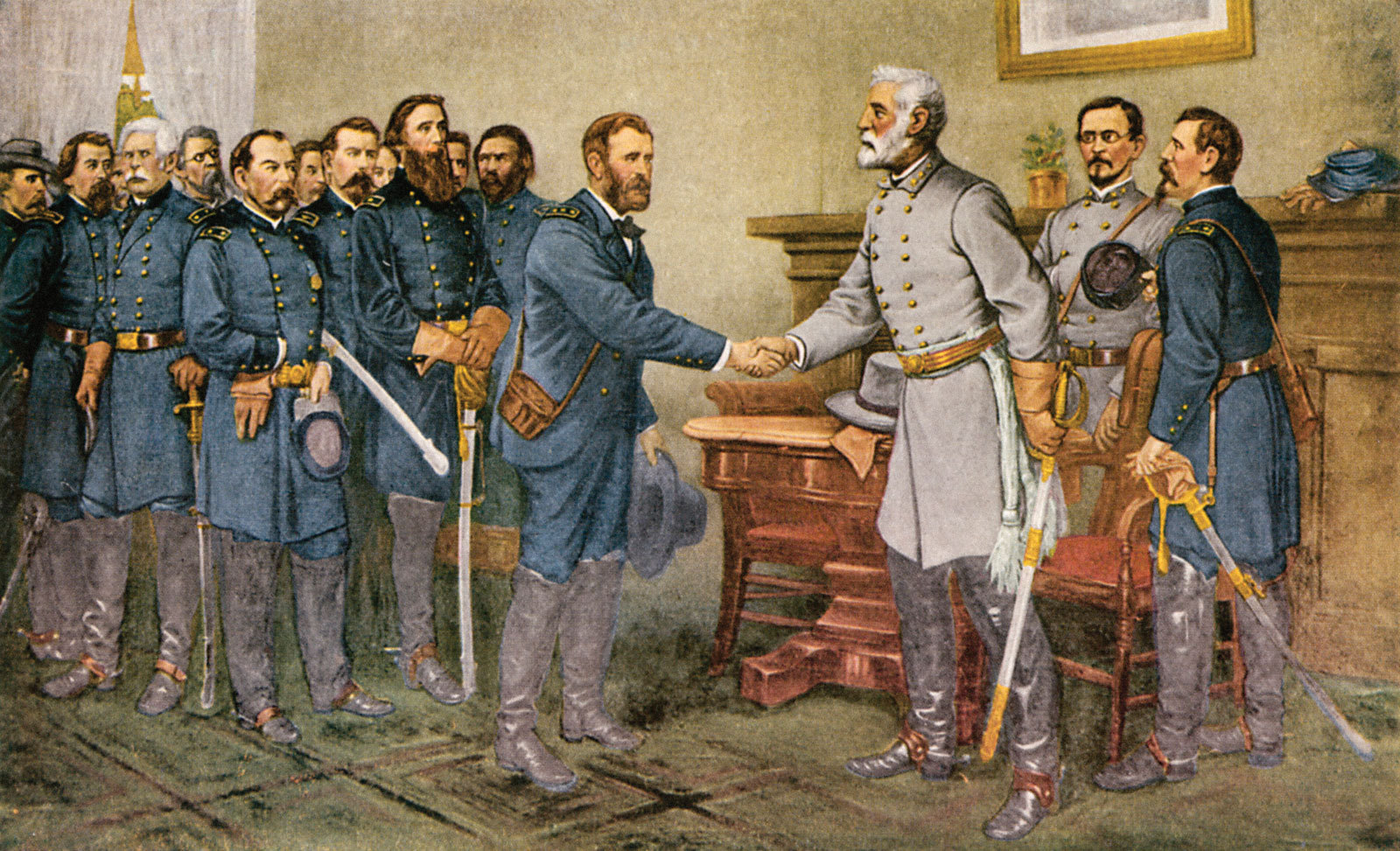
Rendición del general Lee en Appomattox (1865).

El ejército confederado, menguado por las bajas y las deserciones, era mucho menor que el de Grant. Las fuerzas de la Unión vencieron en la decisiva batalla de Five Forks el 1 de abril, forzando a Lee a evacuar Petersburg y Richmond. La capital confederada cayó en manos del XXV Cuerpo de la Unión, compuesto casi exclusivamente por soldados negros, el 3 de abril. Las restantes tropas confederadas huyeron hacia el oeste y, tras una derrota en Sailor's Creek, Lee comprendió que era táctica y logísticamente imposible continuar la lucha contra Estados Unidos.
Lee rindió su ejército de Virginia el 9 de abril de 1865, en el Appomattox Court House. En un gesto poco común y que mostraba el respeto de Grant por Lee, y en anticipación a la vuelta de los estados confederados a la Unión, a Lee se le permitió mantener la posesión de su sable de oficial y su caballo, Traveller. El 14 de abril de 1865 Lincoln fue asesinado de un disparo en la cabeza que le descerrajó un simpatizante del sur. Andrew Johnson fue nombrado presidente. Doce días después, el 26 de abril, Johnson rindió sus tropas a Sherman en Durham, Carolina del Norte. El 23 de junio Stand Watie firmó un tratado de alto el fuego con representantes de la Unión, convirtiéndose en el último general confederado en ser vencido. La última unidad naval de la confederación en rendirse fue el CSS Shenandoah, el 4 de noviembre de 1865, en Liverpool, Inglaterra.

## Consecuencias
Los historiadores han debatido ampliamente sobre las posibilidades que tenía la Confederación de haber ganado la guerra. La mayoría de los estudiosos enfatizan el hecho de que la Unión tenía una insalvable ventaja sobre la Confederación en cuanto al desarrollo tecnológico y la población. Las acciones confederadas sólo sirvieron para retrasar la derrota. El historiador sureño Shelby Foote expresó este punto de vista de la siguiente manera: 

Creo que el Norte luchó esa guerra con una mano detrás de la espalda; si hubiera habido más victorias sureñas, muchas más, el Norte simplemente habría sacado la otra mano de detrás de su espalda. No creo que el Sur tuviera ninguna opción de ganar.

 La confederación intentó ganar el conflicto con la salida de Lincoln del gobierno. Sin embargo, tras la caída de Atlanta y la victoria electoral de Lincoln frente a McClellan en 1864, toda esperanza de victoria política del Sur terminó. En ese momento Lincoln había tenido éxito en su intento de conseguir el apoyo de los estados fronterizos, de los War Democrats, de los esclavos emancipados y de Francia y Reino Unido. Al derrotar a los demócratas venció también a los Copperheads y sus políticas pacifistas. Lincoln, además, consiguió encontrar a grandes generales como Sherman y Grant, que consiguieron aprovechar la ventaja numérica del ejército de la Unión.
Por otro lado, James McPherson afirmó que las ventajas en cuanto a población y recursos del Norte le hicieron más fácil la victoria, pero no inevitable. Los confederados no necesitaban invadir y retener territorios enemigos para ganar, sino simplemente defenderse para convencer al norte de que el coste de la victoria sería demasiado alto. El Norte necesitaba conquistar grandes territorios enemigos y vencer a los ejércitos confederados para ganar.
También fue decisiva en la victoria la elocuencia de Lincoln a la hora de explicar los motivos patrióticos de la guerra y su habilidad en mantener las fronteras leales a la causa de la Unión. Aunque el acercamiento de Lincoln a la emancipación fue lento y no consideraba al fin de la esclavitud como "necesario" para salvar a la Unión, la Proclamación de Emancipación fue un uso efectivo de los poderes presidenciales durante la guerra.
La economía del Norte, más industrializada, ayudó en la producción de armas, municiones y víveres para las tropas, además de permitir mantener la economía local saneada, sin inflación ni carestía. Las ventajas se agrandaron rápidamente durante la guerra, mientras la economía norteña crecía y la sureña se hundía víctima de la inflación, de la escasez causada por la guerra, y muy dependiente del contrabando de armas para mantener a sus tropas con capacidad de luchar. En 1861 la población del Norte era de unos 22 millones de personas, frente a los 9 del Sur, de los cuales 3,5 eran esclavos negros. Esta disparidad poblacional fue creciendo conforme la Unión fue controlando distintos territorios sureños. La Unión controlaba al principio la mayor parte de los puertos, barcos de vapor y la Marina, lo que aumentó con un programa de construcción masiva de barcos. Esto permitió a los Estados Unidos controlar los sistemas fluviales y bloquear completamente la costa del Sur. Este bloqueo fue muy importante, pues impidió que la economía sureña, basada en la exportación de productos agrícolas como el algodón, pudiera seguir su funcionamiento normal al perderse los ingresos del comercio internacional con Europa y dificultarse en extremo la obtención de armas y municiones para los ejércitos confederados (en vista de que la industria sureña era aún muy rudimentaria para sostener una guerra). El gran desarrollo de las vías de tren entre las ciudades del Norte permitió el transporte rápido y barato de tropas y suministros. El transporte era mucho más lento y difícil en el Sur, donde fue muy complicado mejorar y ampliar los ferrocarriles debido a la falta de maquinaria e industria en cantidad suficiente para este fin, recurriéndose al lento y difícil sistema de transporte animal. El fracaso de Davis para mantener relaciones positivas y productivas con los gobernadores estatales (especialmente con los de Georgia y Carolina del Norte) dañó su capacidad de repartir los recursos. La errada percepción de la economía internacional por parte de la Confederación le llevó a aplicar malas relaciones diplomáticas, como negarse a exportar algodón antes del comienzo del bloqueo en un esfuerzo inútil por "presionar" al Reino Unido y Francia para obtener armas y reconocimiento diplomático a cambio de algodón, lo cual no dio resultado.
La Proclamación de Emancipación permitió a los afroestadounidenses, tanto negros libres como esclavos huidos, unirse al ejército de la Unión. Alrededor de 190 000 se presentaron como voluntarios, incrementando aún más la diferencia de tamaño de los ejércitos en combate. La Confederación, por su parte, se negó a aceptar a los negros libres en su ejército porque temía que eso deslegitimaría su política esclavista. Los esclavos emancipados lucharon en varias batallas importantes en los dos últimos años de la guerra. Los inmigrantes europeos se unieron a la Unión en grandes cantidades también. El 23 % de los soldados de Estados Unidos eran de origen alemán.

### La reconstrucción

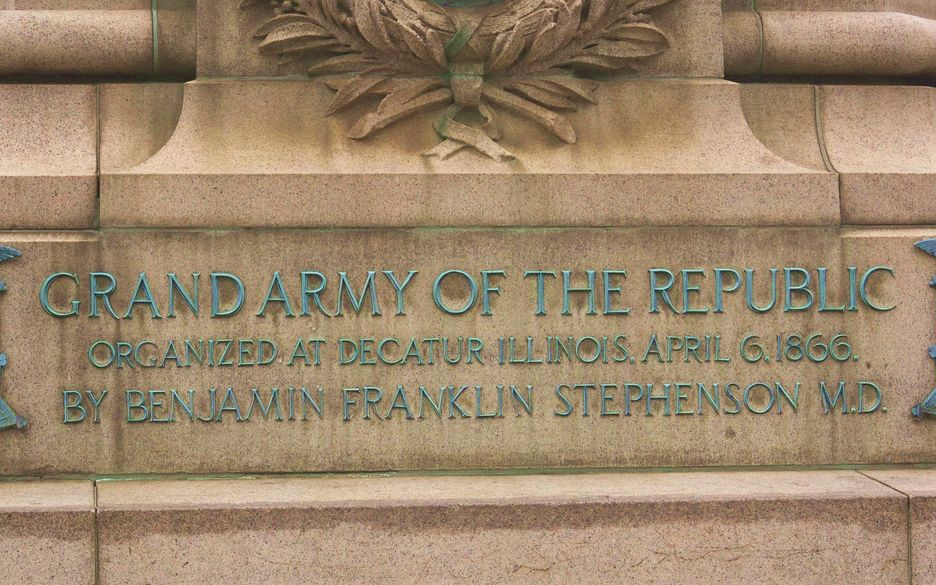
Monumento en honor al Gran Ejército de la República, construido tras la guerra.

Los líderes norteños aceptaron que la victoria requeriría más que el final de la lucha armada. Tenía que abarcar los dos fines de la guerra: la secesión debería ser completamente detenida y cualquier tipo de esclavitud debía desaparecer. En lo que discreparon fue en los criterios de esos fines, sobre el nivel de control federal que debería imponerse al Sur y sobre el proceso por el cual los estados sureños debían ser reintegrados en la Unión.
La reconstrucción, que comenzó a principios de 1865 y finalizó en 1877, abarcó una serie de rápidos y complejos cambios de las políticas federales y estatales. El resultado a largo plazo se hizo visible en las tres "enmiendas de la Guerra Civil" de la Constitución: la Decimotercera Enmienda (diciembre de 1865), mediante la cual se prohibía la esclavitud; la Decimocuarta Enmienda (julio de 1868), que extendía las protecciones legales federales a todos los ciudadanos independientemente de su raza y la Decimoquinta Enmienda (febrero de 1870), que abolió las restricciones raciales para votar.
La reconstrucción terminó en distintas fechas según el estado. Los tres últimos estados, Luisiana, Carolina del Sur, y Florida, se reintegraron en los Estados Unidos definitivamente tras el Compromiso de 1877.

### Resultados

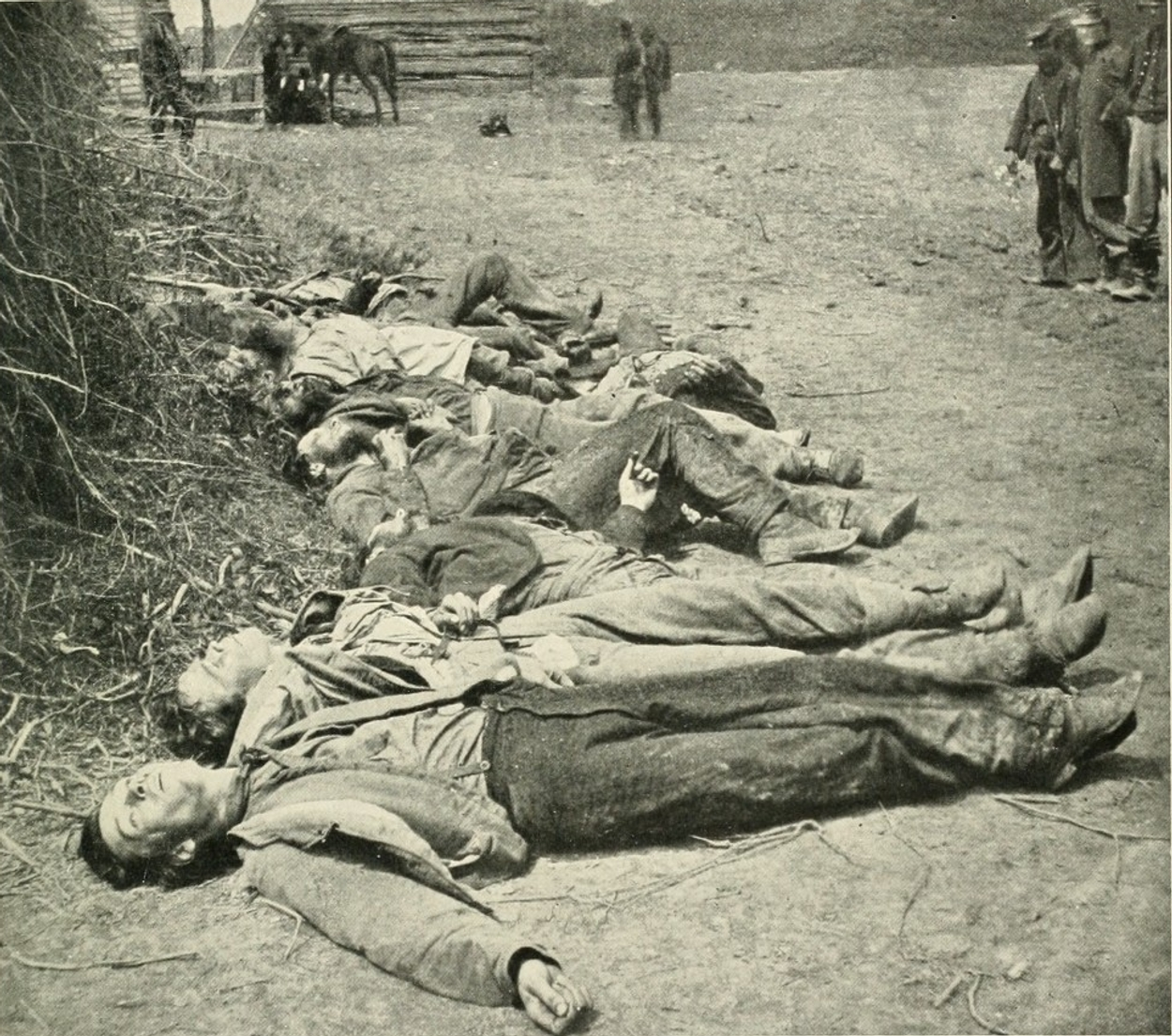
Cadáveres de soldados confederados en Spotsylvania (1864).

La esclavitud acabó en los Estados Unidos en la primavera de 1865, cuando los ejércitos confederados se rindieron. Todos los esclavos de la Confederación fueron liberados mediante la Proclamación de Emancipación, que estipuló que los esclavos de todos los estados que se habían escindido de la Unión serían libres desde ese momento. Los esclavos de los estados fronterizos y los de las partes del Sur que estaban en manos de los Estados Unidos fueron liberados en diciembre de ese mismo año gracias a la Decimotercera Enmienda.
La guerra provocó 1 030 000 bajas (un 3 % de la población), entre los que se cuentan 620 000 soldados muertos, de los que dos tercios murieron por enfermedades. La Guerra Civil costó más muertos que todas las guerras de los Estados Unidos anteriores juntas. Las causas de la guerra, las razones de sus resultados e incluso el nombre de la guerra siguen siendo objeto de controversia hoy en día. Aproximadamente cuatro millones de esclavos negros fueron liberados entre 1861 y 1865. Basándose en las cifras del censo de 1860, el 8 % de todos los hombres blancos entre 13 y 43 años murieron en la guerra. En el Norte este dato es del 6 % de fallecidos, mientras que en el Sur las cifras indican la muerte del 18 % de varones.
Una razón de este gran número de muertos en combate fue el uso de tácticas napoleónicas como las cargas, totalmente inapropiadas tras el desarrollo de armas de fuego más precisas, la aparición de armas de repetición como el fusil Spencer y las experimentales ametralladoras Gatling. Las primeras filas de soldados eran diezmadas mucho antes de acercarse al enemigo. Por ello surgieron otras tácticas de guerra modernas que resultaron muy útiles a los Estados Unidos durante la Primera Guerra Mundial.

### Consecuencias

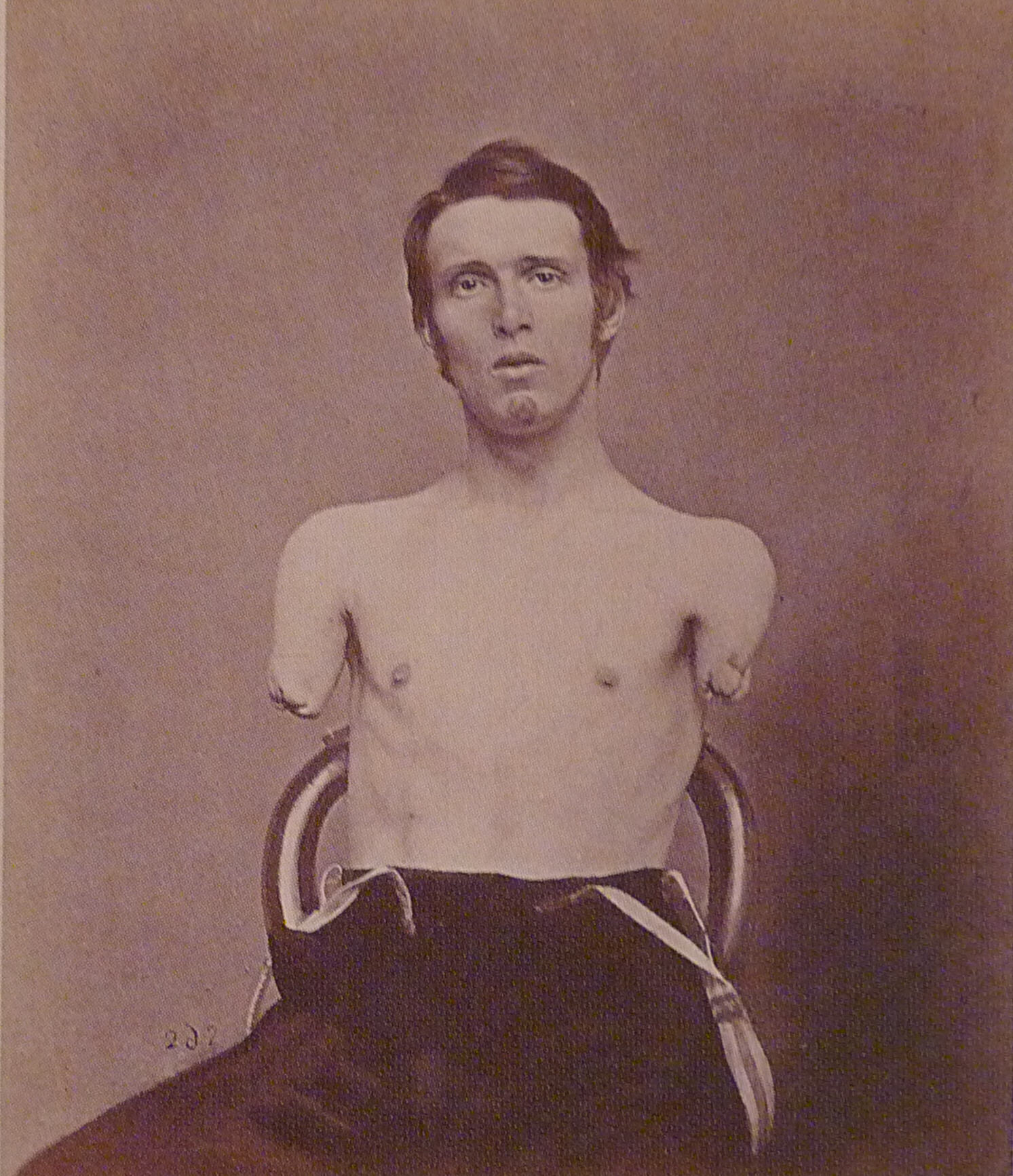
Un soldado mutilado. Uno de cada trece veteranos sufrió alguna amputación.

Si bien la guerra de Secesión fue un episodio traumático en la historia de los Estados Unidos, permitió que se solucionaran problemas irresolutos desde 1776: se consiguió abolir la esclavitud y reunir los diferentes estados en una única nación indivisible.
Durante los cuatro años que duró esta guerra, más de 3 millones de hombres fueron movilizados y las bajas alcanzaron la cifra de 617 000, es decir, el 2 % de la población coetánea. El Norte perdió 359 000 hombres y el Sur 258 000. Hubo más muertes debidas a epidemias y enfermedades que a la guerra en sí. A esto también se deben añadir las decenas de miles de víctimas civiles. Este conflicto es, junto con la Segunda Guerra Mundial, uno de los más cruentos en los que ha participado Estados Unidos.

## Amenaza de intervención internacional
La entrada en la guerra del Reino Unido de Gran Bretaña e Irlanda o de Francia a favor de la Confederación habría incrementado en gran medida las posibilidades del Sur de ganar la independencia respecto a la Unión. Ésta, bajo el control de Lincoln y del Secretario de Estado William Henry Seward, trabajó para evitar que las potencias europeas se involucrasen. Amenazó con que, si reconocían a la Confederación, esto equivaldría a una declaración de guerra. Ni Reino Unido ni Francia llegaron, por tanto, a reconocer como legítimo el gobierno confederado. En 1861, los sureños embargaron todos los cargamentos de algodón con la esperanza de generar una depresión económica en Europa que forzase a Reino Unido a entrar en guerra para poder conseguir algodón. Esta política aplicada al algodón se mostró totalmente ineficaz mientras que la crisis agrícola en Europa de los años 1860 a 1862 hizo incrementar las exportaciones de grano de los estados norteños al Viejo Mundo ya que resultaron imprescindibles para evitar hambrunas. Se dijo que «El Rey Maíz fue más poderoso que el Rey Algodón» debido a que los cereales de la Unión pasaron de suponer un cuarto de las importaciones británicas a ser la mitad de ellas.
Cuando el Reino Unido tuvo que hacer frente a la escasez de algodón se dirigió a los mercados de Egipto e India, donde se incrementó en gran medida el cultivo del mismo. Además, la guerra creó trabajo en la fabricación de armas, en las herrerías y en los barcos de transporte británicos que transportaban todo tipo de mercancías a ambos bandos.
Charles Francis Adams, embajador estadounidense en Londres, desplegó una intensa actividad para evitar que el gobierno británico abandonara su neutralidad, por lo que el Reino Unido se mostró reticente a retar al bloqueo al que estaban siendo sometidos los puertos confederados. La Confederación compró varios barcos de guerra en astilleros británicos. El más famoso fue el CSS Alabama, el cual causó bastantes daños, por lo que fue el causante de varias disputas después de la guerra. Sin embargo, la opinión pública contra la esclavitud llevó a un sentimiento de responsabilidad política entre los políticos europeos, especialmente los británicos. La guerra estuvo a punto de estallar entre los Estados Unidos y Reino Unido debido al Asunto del Trent, en el que el unionista USS Jacinto abordó al RMS Trent británico para detener a dos diplomáticos confederados. Sin embargo, Londres y Washington fueron capaces de suavizar la disputa cuando Lincoln liberó a los dos prisioneros.
En 1862, los británicos consideraron mediar en el conflicto aunque esa oferta podría haber llevado a la guerra con la Unión. Lord Palmerston leyó tres veces La cabaña del tío Tom cuando estaba pensando en el asunto de la mediación. La victoria de la Unión en la batalla de Antietam le llevó a retrasar su decisión. La Proclamación de Emancipación reforzó la responsabilidad política de apoyar a la Confederación. Pese a las simpatías por el recién creado país, la invasión francesa de México llevó definitivamente a Francia a evitar la guerra con la Unión. La oferta de los confederados a finales de la guerra de abolir la esclavitud a cambio de reconocimiento diplomático no fue tomada en serio por Londres ni París.

## Esclavitud durante la guerra
Al comienzo de la guerra, algunos comandantes de la Unión pensaban que debían devolver los esclavos escapados a sus dueños. En 1862, cuando se hizo patente que la guerra sería larga, la cuestión de qué hacer con los esclavos se hizo más general. La economía sureña y el abastecimiento del ejército dependían del trabajo de los esclavos. Comenzó a parecer irracional proteger la esclavitud mientras se bloqueaba el comercio del Sur. Un congresista lo definió así: «Los esclavos no pueden ser neutrales. Como trabajadores, si no como soldados, serán aliados de los rebeldes o de la Unión». El mismo congresista, un republicano radical, presionó a Lincoln para que liberase rápidamente a los esclavos, mientras que los republicanos moderados aceptaban una emancipación gradual y compensada. Los Copperheads, los estados fronterizos y los «demócratas de guerra» se opusieron a la emancipación, aunque estos dos últimos llegaron a aceptar que la supresión de la esclavitud era parte de la solución para salvar a la Unión.
En 1861, Abraham Lincoln expresó su miedo a que una prematura emancipación supusiera la pérdida de los estados fronterizos porque «perder Kentucky era prácticamente perder el juego completo». En un principio, Lincoln rechazó los intentos de emancipación propuestos por su Secretario de Guerra Simon Cameron para mantener la lealtad de los estados fronterizos y los «demócratas de guerra».
Lincoln anunció la Proclamación de Emancipación a los miembros de su gobierno el 21 de julio de 1862. El Secretario de Estado William H. Seward pidió a Lincoln que esperase a la victoria militar antes de aprobar la proclamación ya que en caso contrario parecería «un grito desesperado en la retirada». En septiembre de ese mismo año, la batalla de Antietam ofreció al presidente de los Estados Unidos la oportunidad de anunciar la Proclamación de Emancipación. Lincoln ya había publicado una carta animando a los estados fronterizos a aceptar la emancipación como algo necesario para salvar la Unión. Lincoln dijo después que la esclavitud era «de alguna forma causa de la guerra». El gobierno de la Unión aprobó una proclamación preliminar el 22 de septiembre y afirmó que la proclamación definitiva sería implantada por completo si era rechazado su plan basado en una emancipación compensada y una colonización voluntaria del Sur. Sólo el Distrito de Columbia aceptó el plan gradual de Lincoln y este tuvo que aprobar la Proclamación de Emancipación final el 1 de enero de 1863. En una carta a Hodges, Lincoln explicó su creencia de que: 

Si la esclavitud no está mal, nada está mal. (...) Y, sin embargo, yo nunca he comprendido que la presidencia me confiera un derecho ilimitado para actuar oficialmente según este juicio y sentimiento. (...) Afirmo que no he controlado los sucesos, pero confieso dolorosamente que los sucesos me han controlado a mí.

Como la Proclamación de Emancipación estaba basada en los poderes de guerra del Presidente, sólo incluía los territorios en manos de los confederados en ese momento. Sin embargo, la Proclamación se convirtió en un símbolo del compromiso de la Unión de añadir la emancipación a la definición de libertad. Lincoln también jugó un importante papel para conseguir que el Congreso aprobase la Decimotercera Enmienda, la cual hizo la emancipación universal y permanente.
Los afroestadounidenses esclavizados no esperaron a que Lincoln actuase antes de escapar y buscar la libertad tras las líneas unionistas. Desde los primeros años de la guerra, cientos de miles de esclavos escaparon del Sur, especialmente a las tierras ocupadas por el Norte como Norfolk y Hampton Roads en 1862 y Tennessee desde 1863 en adelante. Hubo tantos afroestadounidenses que huyeron a la Unión que los comandantes crearon campamentos y escuelas para ellos, donde tanto adultos como niños aprendieron a leer y escribir. La Asociación Misionera Estadounidense (American Missionary Association) ayudó enviando a profesores a los campamentos y en las cercanías de las plantaciones. Además, cerca de 200 000 antiguos esclavos sirvieron como soldados y marineros en las tropas de la Unión.
Los confederados esclavizaron a los soldados negros capturados en combate y eran éstos los primeros a los que dispararon cuando intentaban rendirse como en la masacre de Fort Pillow (Condado de Lauderdale), el 12 de abril de 1864. Este suceso llevó a la ruptura del programa de intercambio de prisioneros y el crecimiento de los campos de prisioneros de guerra como el de Andersonville en Georgia, donde casi 13 000 soldados de la Unión murieron de hambre y enfermedades.
Pese a la escasez de hombres en las líneas del Sur, hasta 1865, la mayor parte de los líderes sureños se opusieron a armar esclavos como soldados. Los usaron como trabajadores de apoyo. Como dijo Howell Cobb: «Si los esclavos se convierten en buenos soldados toda nuestra teoría de la esclavitud está equivocada». Los generales confederados Patrick Cleburne y Robert E. Lee discutieron a favor de dar armas a los negros a finales de la guerra y el presidente Jefferson Davis llegó a convencerse de que era necesario reclutar a los esclavos para evitar la derrota. La Confederación se rindió antes de que el plan pudiese ponerse en funcionamiento.
La Proclamación de Emancipación redujo en gran medida la esperanza de la Confederación de conseguir ayuda del Reino Unido y Francia. El moderado acercamiento de Lincoln fue exitoso para mantener a los estados fronterizos y a los esclavos emancipados que luchaban en el bando de la Unión. Los estados de la frontera controlados por la Unión no se vieron afectados por la Proclamación. Todos abolieron la esclavitud por sí mismos, salvo Kentucky y Delaware. La gran mayoría de los cuatro millones de esclavos fueron liberados por la Proclamación de Emancipación conforme los ejércitos unionistas avanzaban hacia el sur. La Decimotercera Enmienda, ratificada a finales de 1865, finalmente liberó a los esclavos de Kentucky, Maryland y Delaware.